# Kastell Osterburken
Das Kastell Osterburken war ein römisches Militärlager, dessen Besatzung für Sicherungs- und Überwachungsaufgaben am sogenannten „Vorderen Limes“ des Obergermanisch-Rätischen Limes zuständig war. Die zum UNESCO-Welterbe gehörende Anlage liegt rund 455 Meter westlich der Limestrasse am Südhang des Kirnautales in der Hager Flur. Die teilweise noch sichtbaren und konservierten Baureste befinden sich in der zum Neckar-Odenwald-Kreis gehörenden baden-württembergischen Stadt Osterburken in der Bundesrepublik Deutschland. Neben dem Kastell, das durch einen nachträglichen Anbau zum Doppelkastell wurde, sind insbesondere die teilweise gut datierbaren Bauten und wertvollen Funde aus dem Bereich des ausgedehnten römischen Lagerdorfes (Vicus) überregional bekannt geworden. Osterburken gehört damit zu den wichtigsten archäologischen Referenzpunkten an diesem Limesabschnitt.

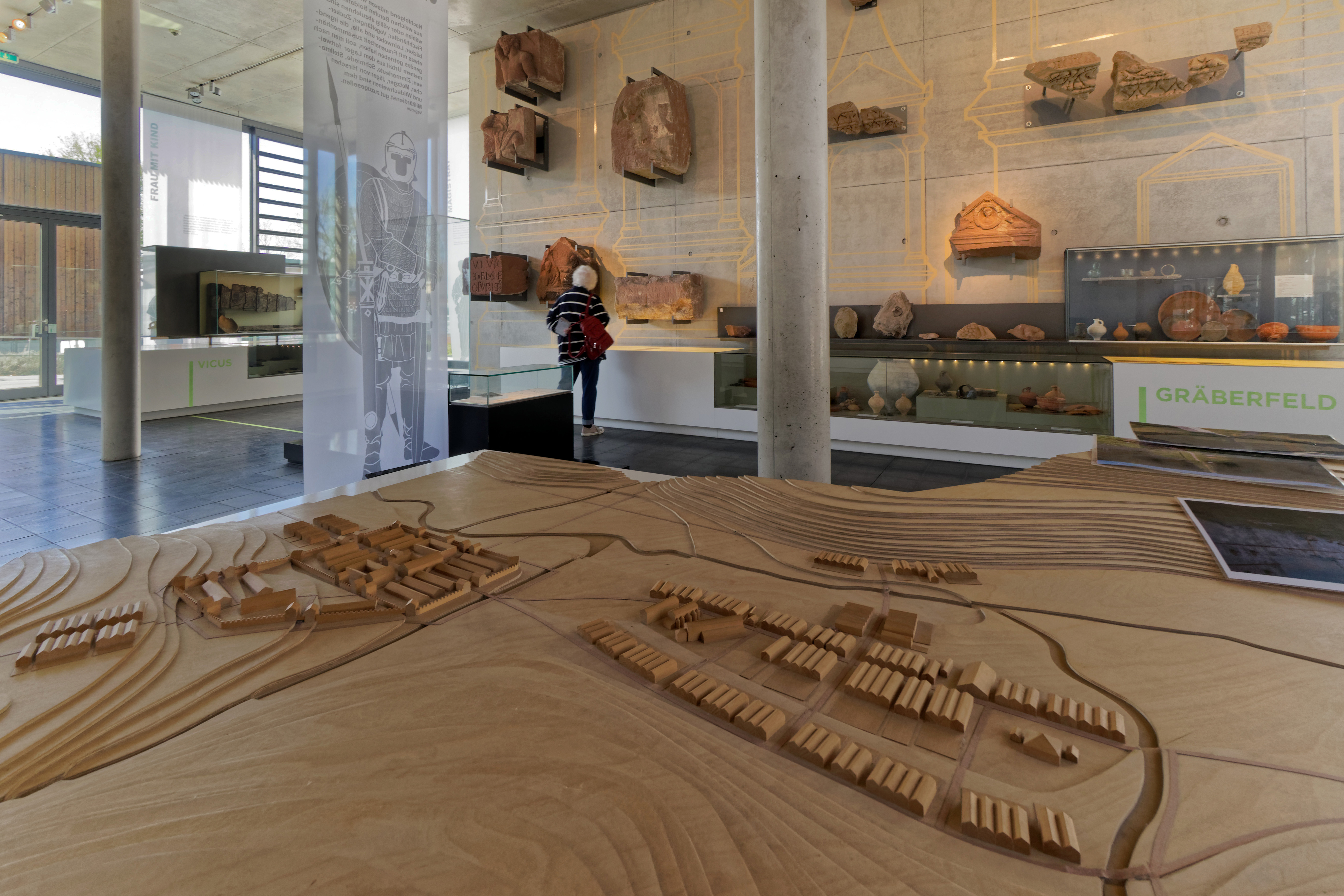
Model des Kastells im Römermuseum Osterburken.

## Lage

Der Vordere Limes mit dem älteren, westlicher gelegenen Neckar-Odenwald-Limes

Osterburken und das Kastell zur Zeit der Reichs-Limeskommission

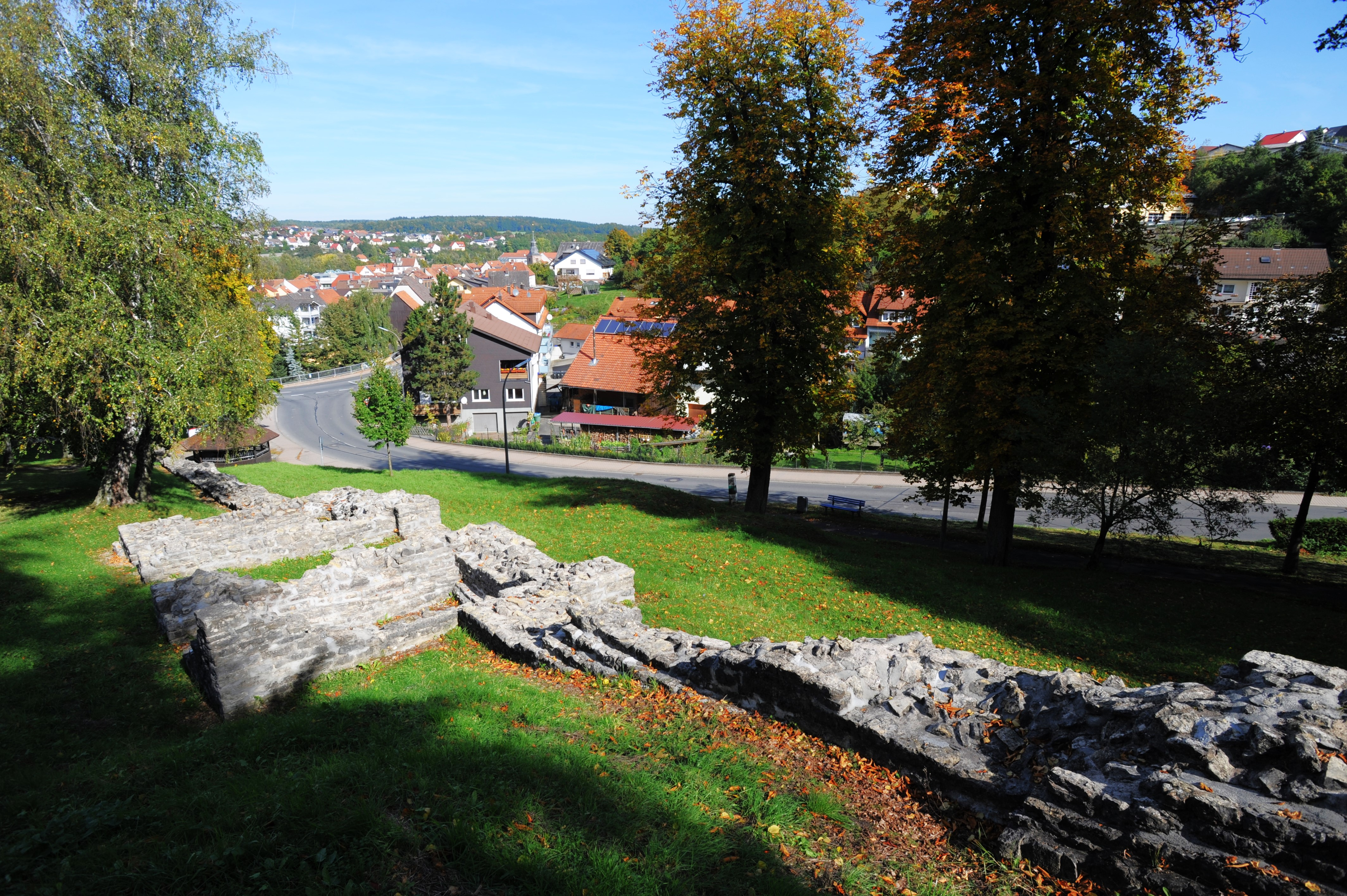
Blick über die Mauern des Kastells auf Osterburken.

Das in einer flachwelligen Hügellandschaft gelegene Gebiet wurde schon in vorgeschichtlicher Zeit besiedelt. So kam während der Grabungen 1867 im Kastellareal ein bronzezeitlicher Hort ans Licht. Die römischen Geometer errichteten das Kohortenkastell im engen Talgrund der von Nordosten nach Südwesten fließenden Kirnau, einem in der Antike teilweise sehr feuchten, hochwassergefährdeten Standort, dessen Böden von kalkreichen Mergeln geprägt sind.
Die Sicht der in dieser Garnison diensttuenden Soldaten war durch die aufsteigenden Hänge im Norden und Süden stark begrenzt. In nordöstlicher Richtung konnte der die Talaue von den Hängen hinab quer durchschneidende Limes jedoch unmittelbar eingesehen werden. Zudem standen an dem nördlichen und südlichen Hang zwei Limeswachtürme (Wp 8/28 und Wp 8/29), die im Bedarfsfall Signale senden konnten. Problematisch blieb jedoch die den Lagerplatz weit überhöhende südliche Talflanke, von der aus potentielle Gegner ihre Angriffe sehr leicht hätten vortragen können. Die hydrologischen und militärischen Nachteile dieser Gründung machte in den Augen der Planer offensichtlich die unmittelbare Nähe zum Fluss wieder wett. Mit ihrer nordwestlichen Flanke lag die Fortifikation rund drei Meter über der Talsohle unmittelbar am Fluss. So konnte der die römische Reichsgrenze passierende Schiffs- und Straßenverkehr lückenlos überwacht werden. Auch an anderen Kastellplätzen – wie am südlicher gelegenen Kleinkastell Sindringen – lässt sich beobachten, wie zuungunsten eines besseren Lagerplatzes das schwieriger zu beherrschende Flussufer vorgezogen wurde. Der provinzialrömischer Archäologe Dietwulf Baatz (1928–2021) glaubte in der „sorglose[n] Platzwahl“ die Selbstsicherheit der Römer erkennen zu können, die in der Gegend von Osterburken offensichtlich nicht mit dem Verteidigungsfall rechneten.
Das nachträglich errichtete, im Grundriss unregelmäßig geplante Annexkastell grenzte unmittelbar an die südöstliche Wehrmauer. Auch die topographische Lage dieses Anbaus war nicht problemlos zu bewältigen, da der Talhang vom südöstlichen Tor der ursprünglichen Garnison bis zum entsprechenden Tor des Annexkastells rund 22 Höhenmeter ansteigt. Die dort auf abschüssigem Grund lagernden Soldaten hatten zeitweilig mit Hangwasser zu rechnen und mussten sich entsprechend um eine allzeit betriebs- und leistungsfähige Drainage kümmern.
Möglicherweise war der Aufwand, mit dem der Anbau errichtet und erhalten werden musste, der ungeschickten Platzwahl des älteren Kohortenkastells geschuldet. Den Strategen waren die wachsenden Gefahren am Vorderen Limes zwischenzeitlich wohl bewusst geworden, daher sicherten sie mit diesem Annex unter anderem auch die bis dahin bedrohte Hangseite des Kastells.

## Forschungsgeschichte
Der Name der Flur Hager beziehungsweise Hagenacker weist indirekt auf den Kastellplatz hin. Die Schuttwälle der antiken Wehrmauer waren im 19. Jahrhundert noch gut sichtbar und die Bauern warfen römische Mauersteine, die beim Pflügen im Kastellareal aus dem Boden kamen, auf die Wälle, so dass ein Hag – ein umfriedeter Bereich – den Lagerplatz andeutete. Am Kastell standen auch die Reste eines Kalkofens, den bereits der Gelehrte Christian Ernst Hanßelmann (1699–1776) gesehen hatte. Ein großes Problem stellte in Osterburken schon früh die Raubgräberei dar, die 1892 im Bauländer Boten angesprochen wurde. Problematisch war damals auch der zur Tagesordnung gehörende Steinraub, durch den die Substanz der Kastelle schwere Verluste erlitt.
Bereits 1840 berichtete der Altertumspionier Karl Wilhelmi (1786–1857) über seine umfangreicheren „Aufgrabungen von Römischen Trümmern“ im Kastell und im Lagerdorf. Außerdem legte er dar, dass „schon seit langer Zeit her“ römische Münzen, Gegenstände und Steindenkmäler aus Osterburken bekannt geworden waren. Explizit erwähnte er unter anderem eine Inschrift der Legio VIII Augusta, die „1717 oder 1718“ beim Pflügen ans Licht kam. Zudem war ihm der Fund des 1826 entdeckten Kastellbads I bekannt. Weitere Untersuchungen an diesem Bad fanden partiell in den Jahren 1973 im Auftrag des Landesamts für Denkmalpflege unter der Leitung des Archäologen Rolf-Heiner Behrends und 1983 statt. Erst größere Neubaumaßnahmen an der Fundstelle ließen 2004 und 2005 eine umfassende Grabung und Neubewertung zu. Die Leitung dieser Untersuchungen lag in den Händen des Archäologen Klaus Kortüm.
Im Jahre 1861 wurde auf dem rechten Kirnauufer an der Bofsheimer Straße das berühmt gewordene Mithrasrelief entdeckt, von dem sich eine Kopie heute im Römermuseum von Osterburken befindet.
Durch die Grabungen des Mannheimer Altertumsvereins 1867 wurde die Existenz eines Doppellagers erstmals belegt. 1892 nahm die Reichs-Limeskommission (RLK) unter der Leitung des Streckenkommissars Karl Schumacher (1860–1934) ihre umfassenden Untersuchungen in beiden Kastellarealen auf und schloss sie 1893 ab. Die heutige Hagerstraße zeichnet auf dem Areal des Kohortenkastells in groben Zügen den Verlauf der römischen Lagerstraße vom Nordtor (Porta praetoria) zum Südtor (Porta decumana) nach. Schumacher war es auch, der ein römisches Gräberfeld für Militärangehörige und Zivilpersonen nordöstlich des Kastells entdeckte. Nur etwas weiter kreuzt heute die Bofsheimer Straße den Limes. Nach den neueren Grabungen in den Jahren 1964, 1972 sowie zwischen 1977 und 1979 hatten die Archäologen über 100 Brandgräber untersucht. Mit der Genehmigung des Großherzogs konnte im 19. Jahrhundert das Annexkastell konserviert werden, während das eigentliche Lager ohne größere Ausgrabungen zur Überbauung freigegeben wurde. Nach den wenig glücklichen Erhaltungsmaßnahmen am Annex wies Schumacher den Verantwortlichen eine Reihe von Fehlern nach. 1991 sowie im Sommer 1992 fanden wieder Grabungen am Kastell statt, wobei der Wehrgraben zwischen Kohortenkastell und Anbau sowie die östliche Mauer des Annexkastells im Bereich dieses Grabens untersucht wurde.
Im Jahre 1976 fand sich nordöstlich des Kastells im Talgrund das Bad II. Seine Baureste konnten zwischen 1976 und 1980 weitgehend freigelegt werden. Aufgrund der wertvollen Befunde wurde von Osterburkener Bürgern der Historisch Verein Bauland gegründet, um den Erhalt des Bades zu sichern. Nach Verhandlungen mit der Stadt Osterburken entschloss sich die Stadtverwaltung, das Bad unter einem Schutzhaus zu erhalten und mit dem gleichzeitig geplanten Römermuseum Osterburken zu kombinieren.
Bei Tiefbauarbeiten während der Pfeilergründung für die heutige Benefiziarierbrücke wurde im August 1982 ein bis dahin einzigartiger Weihebezirk der örtlichen Benefiziarier aufgedeckt. Die von dem Archäologen Egon Schallmayer aufgenommenen Notgrabungen wurden unter seiner Leitung 1983, 1984 und 1986 fortgesetzt. Durch den Fund dieses Ensembles war eine Erweiterung des gleichfalls gegen Ende des Jahres 1983 eingeweihten Museums am Bad II unumgänglich. 1986 öffnete der erweiterte Museumsbau seine Pforten. Im Jahre 2006 fand eine weitere Neueröffnung statt, nachdem ein neuer Museumstrakt über Teilen des von Wilhelmi entdeckten Kohortenbads eröffnet werden konnte. Die im Außenbereich liegenden Fundamente dieses Bades wurden im Museumsvorhof (Römerplatz) sowie im angrenzenden Pflaster der heutigen Römerstraße sichtbar nachgezeichnet. Im Herbst 2014 ließ der Museumsleiter und Archäologe Jörg Scheuerbrandt auf dem Kastellgelände ein reversibles Metallgerüst in Form eines römischen Lagertores aufstellen, das den Besuchern einen Eindruck von der Höhe und den Umrissen eines solchen Baukörpers vermitteln soll.
Für die nachrömische Entwicklung Osterburkens konnte der Prähistoriker und Mittelalter-Archäologe Joachim Henning 1985 einen wichtigen Beitrag leisten, in dem er einen als römerzeitlich erachteten Hortfund aus dem Kastellgraben neu datieren konnte.

## Baugeschichte

### Kohortenkastell

#### Datierungsansatz

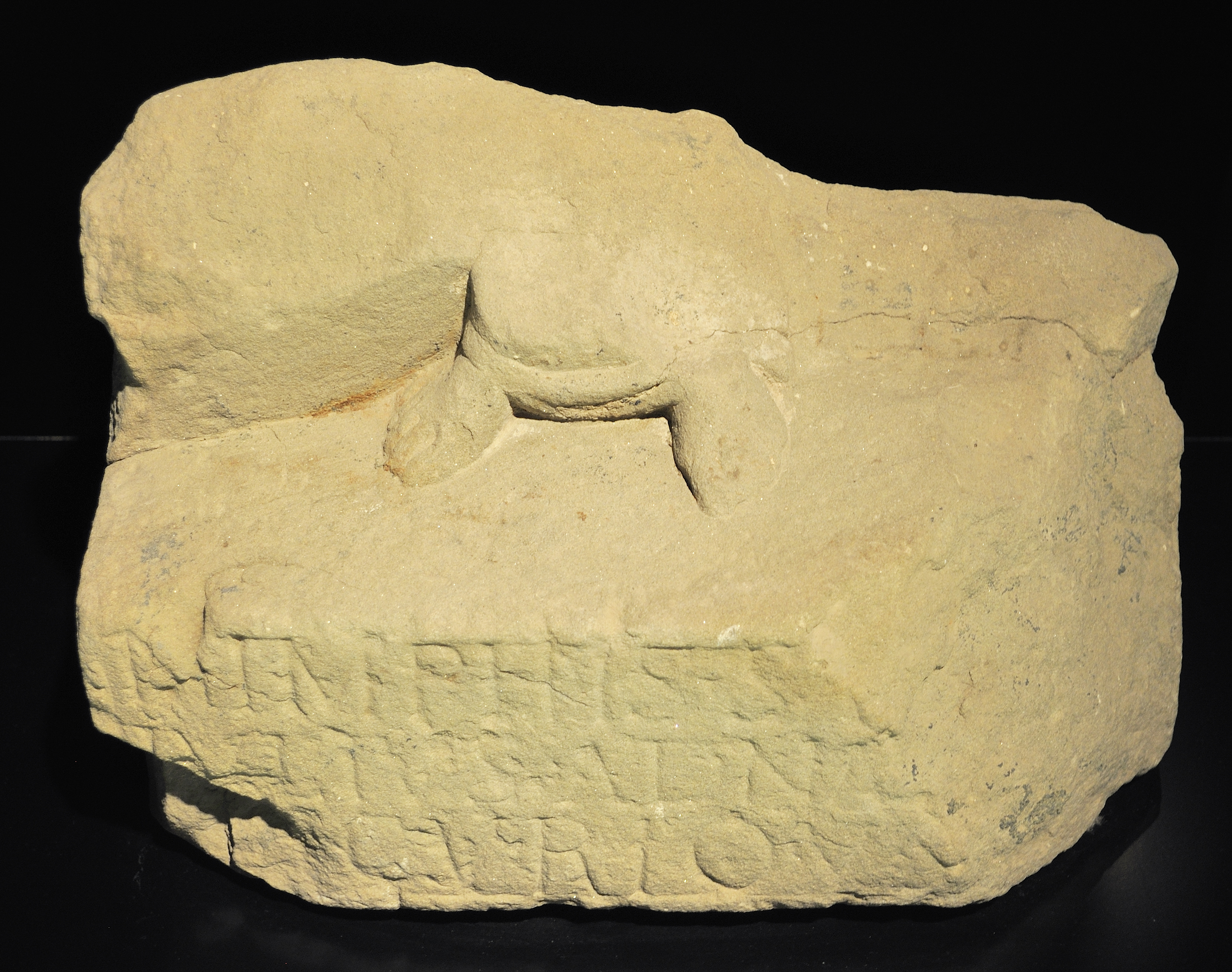
Noch vor 160 n. Chr. entstand diese Weiheinschrift des Rittmeisters Iulius Adna[matius?]. Ein frühes Zeugnis römischer Präsenz in Osterburken.

Grundriss der beiden Kastelle nach den Grabungen von 1892

Zum Bau des Vorderen Limes gibt es außer den archäologischen Grabungsergebnissen bisher kein direktes antikes schriftliches Zeugnis. Der Althistoriker Géza Alföldy (1935–2011) mutmaßte nach Auswertung zweier im Mittelmeerraum aufgefundenen Inschriften, dass die Limesstrecke des Vorderen Limes „um 155“ unter dem obergermanischen Statthalter Gaius Popilius Carus Pedo (etwa 152–155) ausgebaut worden sei. Zumindest müssen wichtige militärische Aktivitäten beziehungsweise Truppenbewegungen stattgefunden haben. Der Wissenschaftler stellte sich damit in die Tradition des Archäologiepioniers Ernst Fabricius (1857–1942), der diesen Zeitraum bereits 1902 ermittelt hatte.
Neuere Funde und Methoden könnten diese Annahme zeitlich möglicherweise genauer fassen beziehungsweise korrigieren. An den bisher frühesten dendrochronologisch analysierbaren Bauhölzern aus dem Benefiziarier-Weihebezirk konnte das Fälldatum auf den Winter 159/160 n. Chr. bestimmt werden. Allerdings fand sich unter dem Tempel eine steinerne Quellfassung mit Nymphe und Weiheinschrift, die stratigraphisch zweifelsfrei älter war. Die Inschrift hat Iulius Adna[matius?], ein Decurio (Rittmeister), hinterlassen, der möglicherweise bereits zu der später in Osterburken nachgewiesenen Cohors III Aquitanorum equitata civium Romanorum (3. teilberittene Kohorte der Aquitanier römischen Bürgerrechts) gehörte. Erst mit Abkommandierung der Benefiziarier nach Osterburken ist der Platz am Nymphäum in der Folge ausschließlich durch diese Einheit inschriftlich überprägt worden. Durch Alföldys Forschungen zeichnet sich ab, dass die Anlage der Quellfassung während der Statthalterschaft des Gaius Popilius Carus Pedo erfolgt sein könnte.
Das ab 2004 untersuchte Kohortenbad bot weiteres datierbares Material. Es wurde durch das Labor für Dendrochronologie der Arbeitsstelle Hemmenhofen des Landesamts für Denkmalpflege Baden-Württemberg untersucht. Festzuhalten ist, dass die dort im Grundwasser erhaltenen mächtigen tragenden Eichenpfosten der ersten Bauphase im Spätjahr 164 n. Chr. gefällt wurden. Weitere Osterburkener Hölzer konnten nach Aussage Kortüms in das Jahr 161 n. Chr. datiert werden, was Überlegungen stützt, der eigentliche Vordere Limes sei erst mit dem Rätischen Limes – von dem zeitlich dazu passende Datierungen stammen – in einer provinzübergreifenden Ausbaumaßnahme kurz nach dem Tod des Kaisers Antoninus Pius (Januar 161) errichtet worden. Eine wichtige Grundlage für diese These ist die Überlegung, dass der Bau des Kohortenbades von Osterburken aller Wahrscheinlichkeit nach nicht unwesentlich später als die Errichtung des Kastells erfolgt sein. Laut Kortüm wird eine nennenswerte Präsenz römischer Truppen vor 160 n. Chr. immer unwahrscheinlicher. Auch die Neubewertung der Weihesteine des Zenturios Veranius Saturninus, der noch 158 n. Chr. das Numerusbad von Neckarburken durch seine Einheit, den dort kasernierten Numerus Brittonum Elantiensium (Einheit der Elzbrittonen) neu errichten und vergrößern ließ, lässt eher an einen Umzug um 160 n. Chr. denken. Der Zenturio hinterließ an seinem neuen Garnisonsort Osterburken gleichfalls einen Weihestein – allerdings ohne Datierung. Seine Truppe wird von der Forschung als jener Numerus angesehen, für den höchstwahrscheinlich das irgendwann zwischen 185 und 192 n. Chr. errichtete Annexkastell von Osterburken entstand. Diese Mutmaßung wird nicht nur durch die belegte Anwesenheit des Veranius Saturninus unterstrichen, sondern auch durch die Gegenwart der 3. Aquitanierkohorte, die mit den Elzbrittonen bereits zusammen in Neckarburken gelegen hatte. Somit wären beide Einheiten – etwas zeitversetzt – in Osterburken wieder an einen gemeinsamen Garnisonsort gekommen.
Die These eines späteren Datierungsansatzes des Vorderen Limes wirft neue Fragen auf. So lässt das Datum um 160 n. Chr. nicht nur das zeitlich ältere Osterburkener Nymphäum rätselhafter werden. Unter dem Kohortenbad fanden sich einige ältere römische Gruben, die nichts mit dem Thermenbau zu tun haben. Die Archäologen bargen hier organische Reste, Wurzeln, Holzabfälle und einige bearbeitete Hölzer. Auch geringe Mengen römischer Keramik wurden gefunden. Die Auswertung dieser Funde steht noch aus. Betont werden sollen in diesem Zusammenhang auch die von dem Forstwissenschaftler Bernd Becker (1940–1994) dendrochronologisch untersuchten Holzproben aus einem unmittelbar im Kastell Murrhardt ergrabenen Brunnen der um 159 n. Chr. entstand. Daneben gibt es aus dem südlicher gelegenen Kastell Jagsthausen noch das bisher älteste datierbare Inschriftenbruchstück vom „Vorderen Limes“ aus der Regierungszeit des Kaisers Antoninus Pius, das einer Zuordnung bedarf. Erst neue Funde und Analysen werden möglicherweise eine endgültige Bewertung der damaligen Geschehnisse möglich machen.

#### Umwehrung
Ein vorausgehendes, älteres Holz-Erde-Lager, wie dies beispielsweise am Kastell Murrhardt nachgewiesen werden konnte, ließ sich in Osterburken noch nicht feststellen. Das rund 500 Meter vom Limes entfernte, 186 × 115 Meter (= 2,14 Hektar) länglich-rechteckige Steinkastell im Talgrund der Kirnau belegte die Cohors III Aquitanorum equitata, als das Dekumatland durch die Vorverlegung der römischen Reichsgrenze auf den Vorderen Limes erweitert wurde. Die am Benefiziarier-Weihebezirk mit im Winter 159/160 n. Chr. gefällten Hölzern nachträglich überbaute Quellfassung mit Inschrift eines Schwadronführers weist auf den spätesten Zeitpunkt hin, der die Anwesenheit der Kohorte belegt. Es wird daher davon ausgegangen, dass römisches Militär bereits einige Jahre vor diesem Terminus ante quem in Osterburken beschäftigt war.
Der Grundriss orientierte sich mit seinen Flanken am Flussverlauf sowie mit seiner Prätorialfront im Nordosten an einem dort vorbeifließenden Bach, der durch ein nordwestlich orientiertes, tief einschneidendes kleines Tal in die Kirnau herabfloss. Das Bauschema folgt dem typischen mittelkaiserzeitlichen Aufbau (Spielkartenform), der je ein Tor an den beiden Längs- und Breitseiten vorsah. In den abgerundeten Ecken der Kastellmauer stand je ein Wachturm, dessen gerundete Außenfront leicht aus dem Wehrmauerverband herausragte. Die Tore waren mit Ausnahme der einspurigen Porta decumana, der rückwärtigen, nordwestlichen Durchfahrt, möglicherweise zweispurig ausgeführt. Alle besaßen je zwei sie flankierende Tortürme. Insgesamt vier Zwischentürme – zwei an jeder Längsseite – konnten im Bereich der Latera Praetorii, dem Lagermittelteil, und der Retentura (Hinterlager) festgestellt werden. Zumindest einige der Türme besaßen mehrere Bauphasen. Das Baumaterial der Wehrmauer bestand aus Kalkstein. Die daran festgestellten Verputzreste wiesen noch Fugenstriche auf.
Wahrscheinlich besaß die Befestigung nur einen umlaufenden Spitzgraben, der an der Nordostseite vor der Wehrmauer mit 7 Metern Breite und 2 Metern Tiefe eingemessen wurde. Es zeigte sich, dass dieser Graben den Bereich vor dem dortigen Tor, der Porta principalis dextra, durchschnitt, wobei es in diesem Bereich eine Berme von 2,5 Metern gab. Daher konnte das Kastell an dieser Stelle nur mit Hilfe einer hölzernen Brücke erreicht werden. Am 8,3 Meter breiten Haupttor, der nordöstlich gelegenen Porta praetoria war die östliche der – möglicherweise – beiden Durchfahrten nachträglich vermauert worden. Der Zweck dieser Maßnahme kann heute nicht mehr nachvollzogen werden, doch wurden ähnliche Befunde auch an anderen Limeskastellen festgestellt. So beispielsweise am rätischen Kastell Pfünz. An der Innenseite des südöstlichen Torturms der Porta praetoria von Osterburken war ein Haustein vermauert, der sich 1892 fand. Er zeigt eine kleine Bauinschrift der Zenturie des Primius Montanus von der 22. Legion. Offensichtlich hatte die Einheit Bauarbeiten am Lager geleistet. Der Stein lässt sich jedoch nicht näher datieren. Dieselben Schwierigkeiten der Zuordnung gibt es bei einer stark zerstörten Bauinschrift der Cohors III Aquitanorum equitata. Dort wird erwähnt, dass die Truppe ein unbekanntes Bauwerk wiederhergestellt beziehungsweise wiederaufgebaut hat.

#### Innenbebauung
Das Innere des Kastells ist nur in kleinen Ausschnitten untersucht worden. So wurde bei den Grabungen in den 38,5 × 45,8 Meter umfassenden Principia (Stabsgebäude), dem größten, in der Mitte des Kastells errichteten Bauwerk, das Hauptaugenmerk auf das Fahnenheiligtum gelegt, da dort die reichsten Funde vermutet wurden. Das Heiligtum war wie üblich mittig in den rückwärtigen Trakt des Stabsgebäudes eingebaut worden und ragte mit seiner rechteckigen, massiv gemauerten Apsis aus der hinteren Fassade des Baukörpers heraus. Der Apsisinnenraum war U-förmig gerundet. In der Praetentura (Vorderlager) der Garnison konnten nordwestlich Fundamente beobachtet werden, zwischen denen sich Getreidekörner fanden. Hier könnte ein Speicherbau (Horreum) gestanden haben.

Details am Kohortenkastell
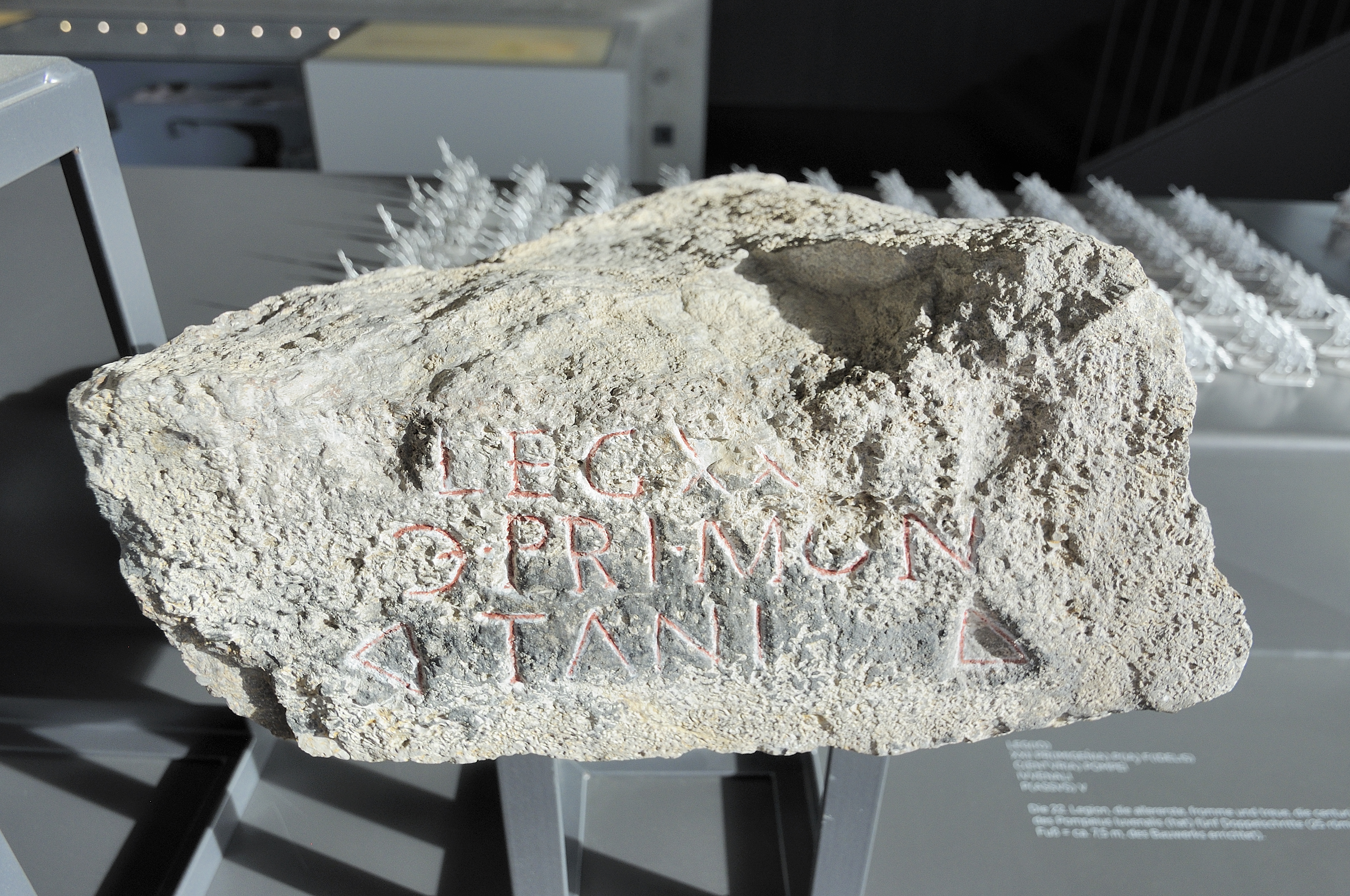
Bauinschrift der Legionszenturie des Primus Montanus; in situ an der Porta Praetoria vermauert vorgefunden
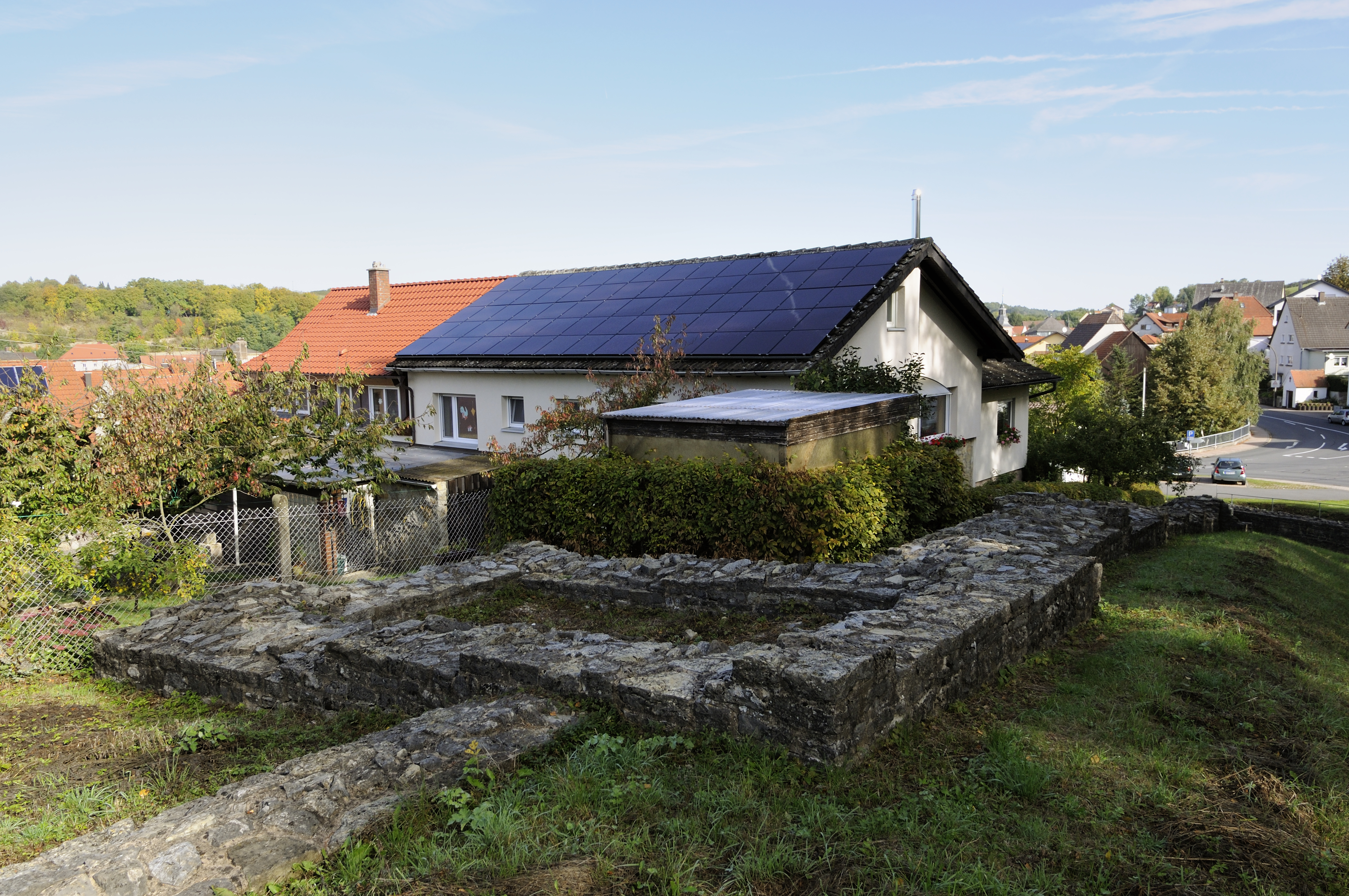
Rechteckiger Wehrturm an der bergseitigen Umfassungsmauer im Bereich der Praetentura
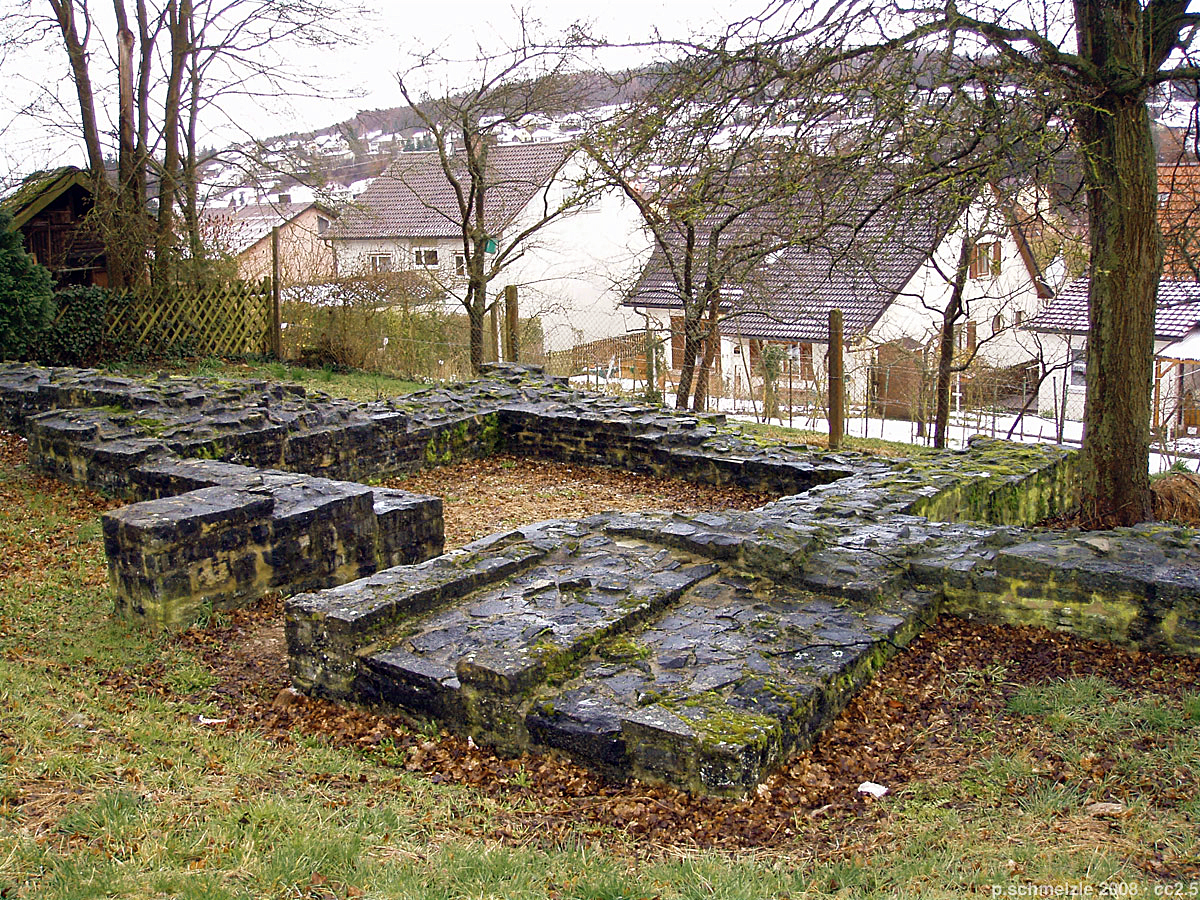
Der vom Annex aus betretbare Zwischenturm des Kohortenkastells. Dieser Umbau entstand erst nach Anlage des Numeruskastells.
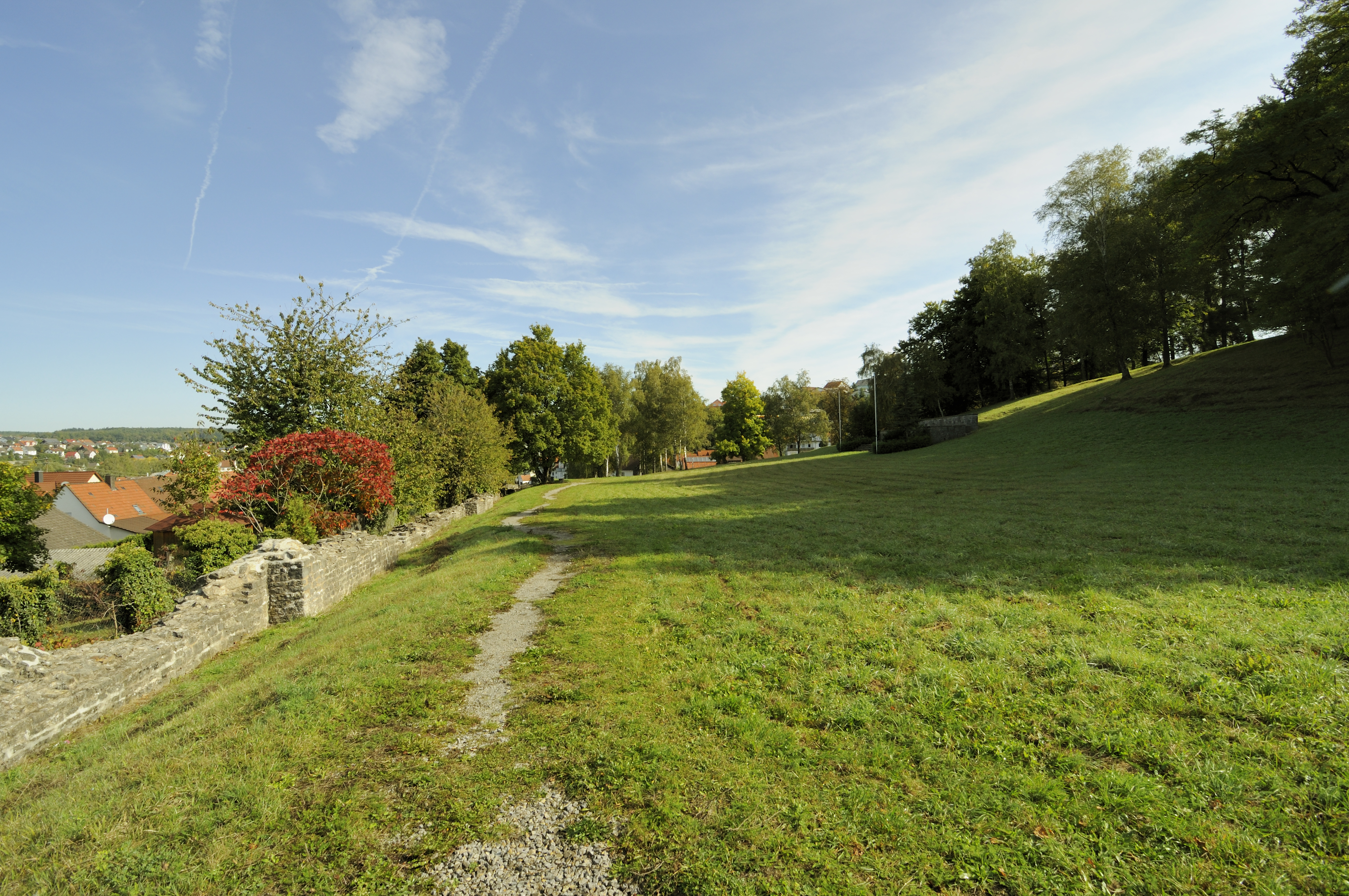
Die bergseitige Umfassungsmauer des Kohortenkastells aus südlicher Richtung mit dem steil ansteigenden Areal des Annex
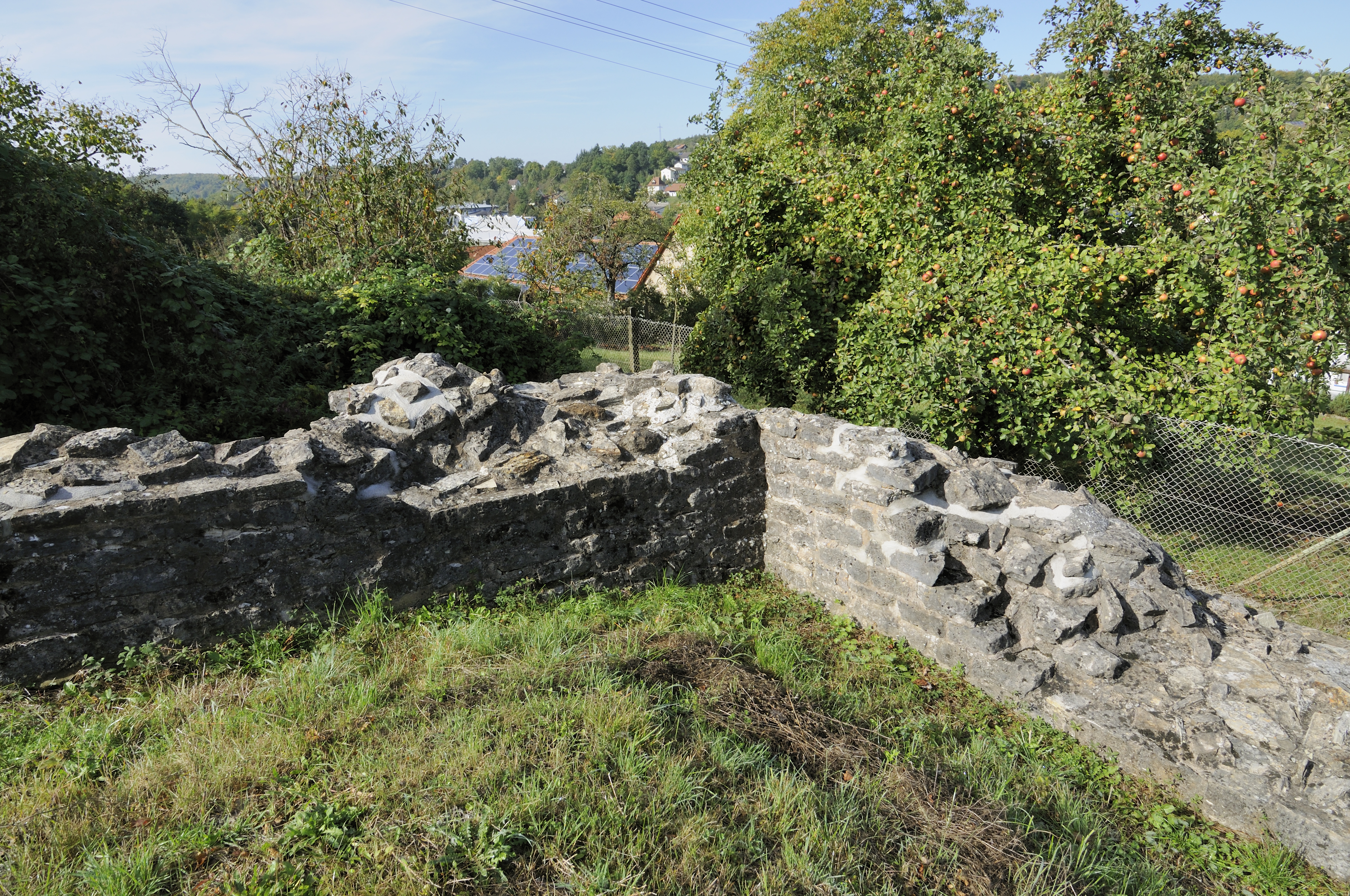
Nahe der südwestlichen Ecke des Kohortenkastells wurde der auf dem Bild von links kommende Anbau an die Wehrmauer angeschlossen.

### Annexkastell (Numeruskastell)
Der erweiternde Anbau, das Annexkastell an der rechten Flankenseite des Kohortenkastells, entstand während der Regierungszeit des Kaisers Commodus (180–192) und wurde von der in Argentoratum (Straßburg) liegenden Legio VIII Augusta errichtet. Davon zeugen nach Aussage des Archäologen Felix Hettner (1851–1902) unter anderem vier (sic!) Bauinschriften. Schumacher, der damals die umfassendsten Untersuchungen in Osterburken vorgenommen hatte, kannte nur drei ähnliche beziehungsweise identische Inschriften, wobei die älteste, bereits im 18. Jahrhundert gefundene und dann verlorene, wohl ebenfalls im Bereich des Annex gefunden wurde. Die zwei weiteren waren während der Restaurierung und Ausschachtung des Annex-Spitzgrabens aufgefunden worden, eine im Herbst 1896 an dessen Südecke, die andere im März 1897 vor dem östlichen Eckturm.
Der Inhalt dieser zwischen 185 und 192 n. Chr. entstandenen Inschriften gleicht sich – ist sich aber zumindest sehr ähnlich:
Imp(eratore) Ca[es]ar[e M(arco) Aur(elio) Commodo]
[Antonino Aug(usto) ---]
leg(io) VIII A[ug(usta) p(ia)] f(idelis) c(onstans) [C(ommoda)]
a [s(olo)] f(ecit)
Übersetzung der 1897 geborgenen Inschrift: „Für Kaiser Marcus Aurelius Commodus Antoninus Augustus … die 8. Legion „Augusta“, die pflichtbewusste und getreue, standhafte und nützliche, hat (das Bauwerk) von Grund auf errichtet.“
Mit der Inschriftenplatte fanden sich noch keilförmige Steine, die wohl von einem der überwölbten Fenster des östlichen Eckturms stammten. Die Platte war höchstwahrscheinlich an einer Wand dieses Turmes sichtbar vermauert gewesen. Auch mit der zweiten Inschrift vom südlichen Eckturm fanden sich erneut dieselben Gewölbesteine aus Sand- und Tuffstein. Aufgrund der bis heute im Römermuseum Osterburken erhalten gebliebenen Steine lässt sich unter anderem die obere Breite des aufgehenden Mauerwerks dieser Türme feststellen.
Der Grundriss des dem Gelände angepassten Anbaus, der wohl für einen Numerus, höchstwahrscheinlich die Elzbrittonen aus dem Neckarburkener Ostkastell, vorgesehen war, besitzt die Form eines unregelmäßigen Trapezes und umfasst 1,35 Hektar. Offensichtlich sollten mit dem Annexkastell neben seiner Funktion als Truppenlager unter anderem auch die strategischen Nachteile des tief im Tal liegenden Kohortenkastells ausgeglichen werden. Denn seine Südseite reichte bis auf die Hanghöhe hinauf und ermöglichte zusätzliche Sichtverbindungen zu den Limeswachtürmen. Aufgrund des stark abfallenden Geländes war keine so dichte Bebauung möglich, wie dies üblicherweise an den römischen Garnisonsorten geschah. Auch durch diese topographische Bedingung kann sich die für ein Numeruskastell besonders große Innenfläche der Anlage erklären. Innerhalb der Fortifikation fanden fast keine größeren Grabungen durch die RLK statt. Daher sind aus diesem Bereich lediglich eine kleine, kreisrunde Grube (im RLK-Plan mit D gekennzeichnet) am Ostende sowie einzelne kleinere Mauerabschnitte bekannt.
Die neue Wehrmauer, die jeweils hinter dem östlichen und südlichen Eckturm des Kohortenkastells ansetzte, besaß im Fundamentbereich eine Breite von 2,30 bis 2,40 Metern, ihr aufgehendes Mauerwerk noch 1,60 Meter. Hinter der Mauer hatten die Erbauer einen Erddamm angeschüttet, der nicht nur die Steinmauer verstärkte, sondern gleichzeitig als Wehrgang diente. Dieser Damm konnte an einer Stelle noch mit sieben Metern Breite bestimmt werden. Die drei Torbauten besaßen eine übereinstimmende Konstruktion mit je einer einfachen Durchfahrt zwischen 3,22 bis 3,62 Metern Breite sowie zwei Tortürmen. Ein Detail, das die Bandbreite der baulichen Variationen innerhalb einer Provinz beleuchtet, sind die nur wenig aus der Umfassungsmauer hervorspringenden Türme. An vielen anderen Garnisonsplätzen – wie dem Kastell Niederbieber – hatten sich zu dieser Zeit bei Neubauten bereits die weiter herausragenden Türme durchgesetzt. Von dort aus konnten die Verteidiger im Angriffsfall ihre Wehrmauern unter seitlich flankierenden Beschuss nehmen und so unter anderem ein Entern der Mauer verhindern oder zumindest erschweren.
Wie sich an der landseitigen Flanke des Kohortenkastells festgestellt ließ, blieb dort der alte Wehrgraben auch nach der Errichtung der neuen Befestigung erhalten. Die Füllung dieses 1991 untersuchten Grabens, der eine maximale Breite von 10,5 Metern besaß, enthielt eine abschließende Brandschicht und Kampfspuren aus den Jahren des Limesfalls 259/260 n. Chr. 1992 wurden Spuren einer vorangegangenen Gefahrenzeit während der frühen dreißiger Jahre des 3. Jahrhunderts sichtbar. An der Sohle der östlichen Wehrmauer des Annexkastells, die bei ihrer Errichtung in diesen älteren Graben gesetzt worden war, fand sich 1,7 bis 2,2 Meter unter der Maueroberkante ein Hort von insgesamt 327 überwiegend prägefrischen Silbermünzen. Die jüngsten der geborgenen Münzen wurden während der Regierungszeit des Kaisers Severus Alexander (222–235) geprägt. Der Fund machte deutlich, dass der alte Wehrgraben zu diesem Zeitpunkt bereits nicht mehr gepflegt und zumindest stellenweise verfüllt gewesen sein muss.

Details am Annexkastell
Geländeprofile (Grabungen 1892)
Architekturdetails (Grabungen 1892)
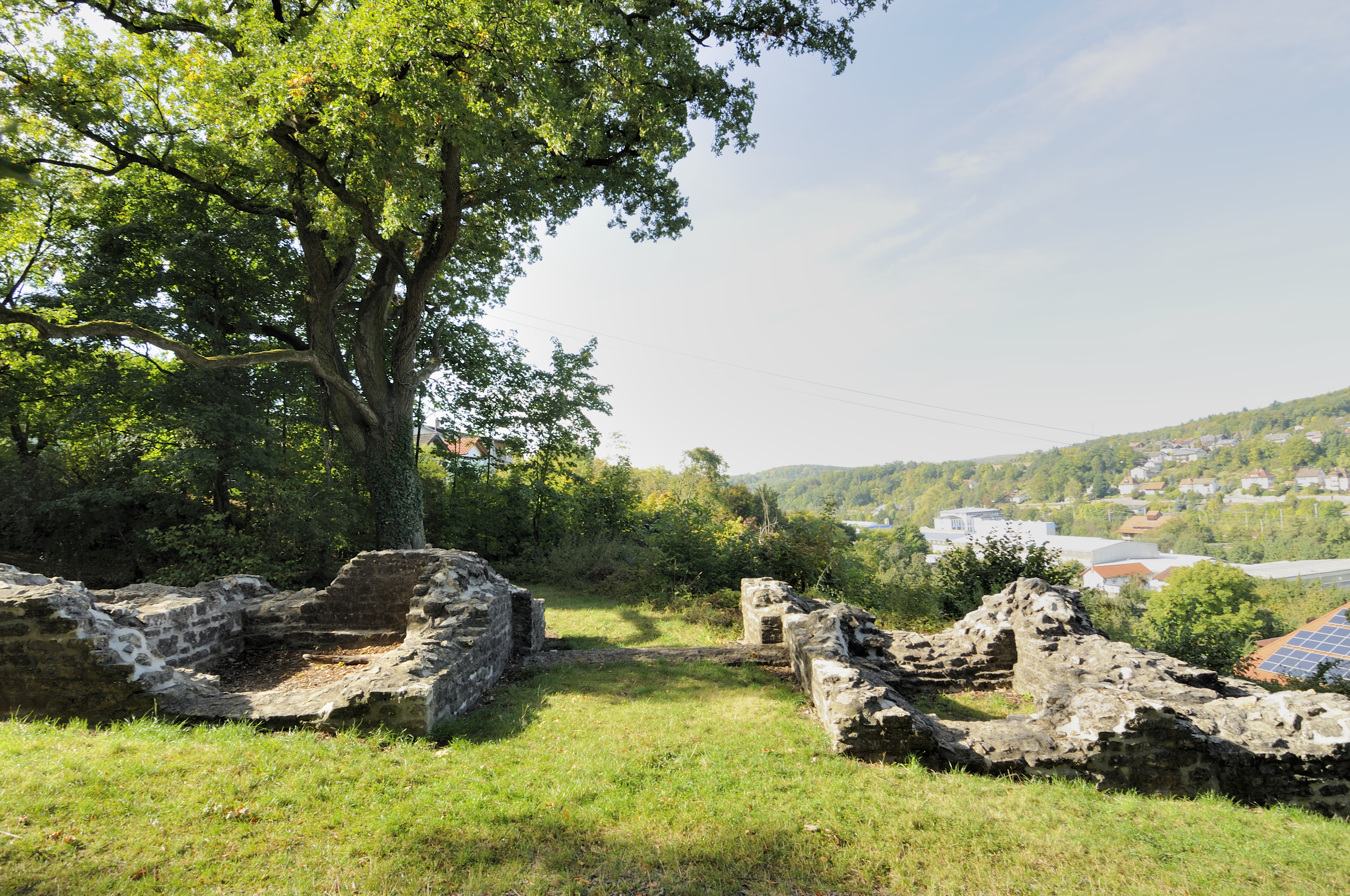
Blick vom Lagerinneren durch das Südwesttor
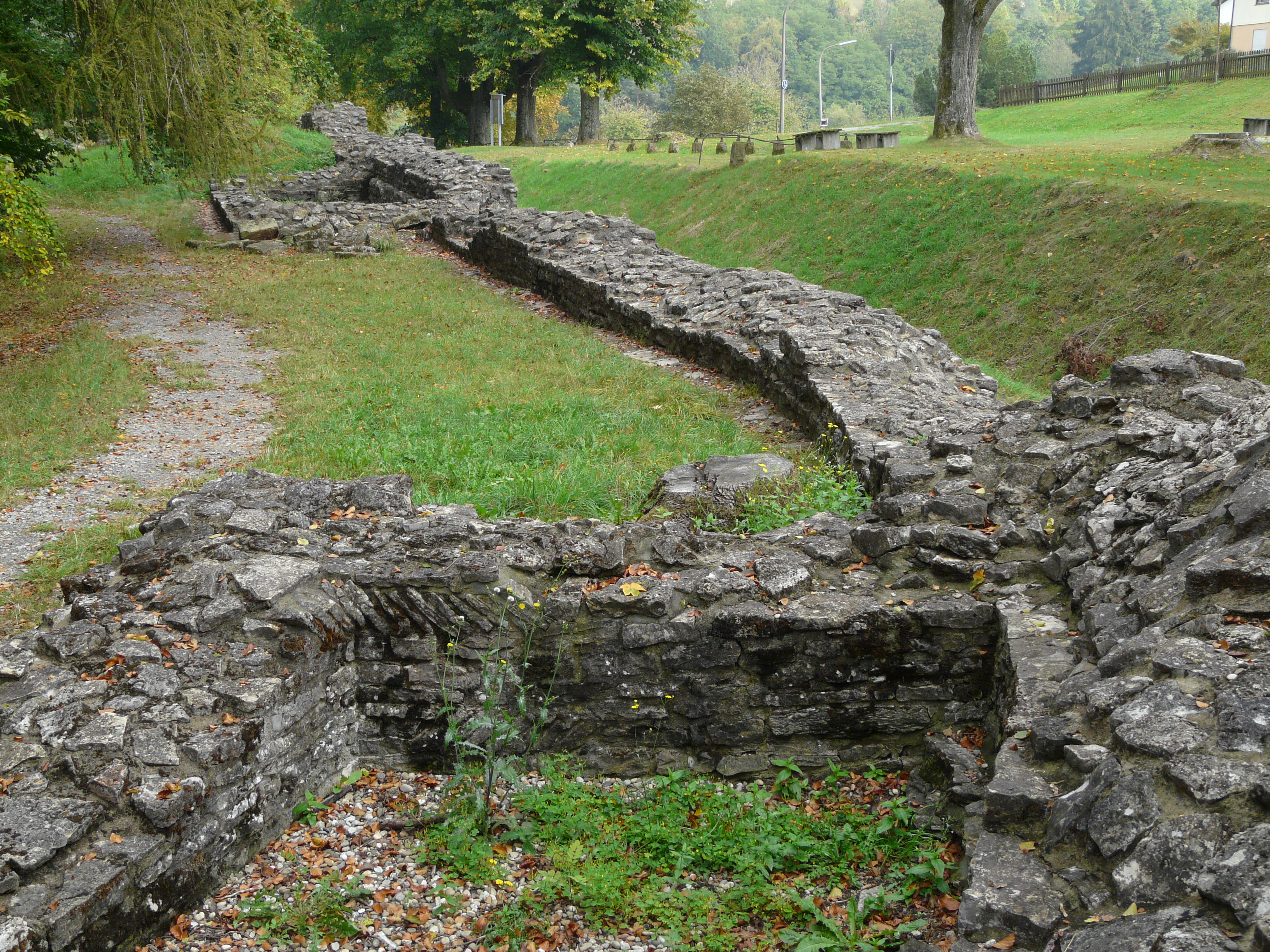
Der möglicherweise nachträglich errichtete, länglich-rechteckige südliche Eckturm mit Opus spicatum
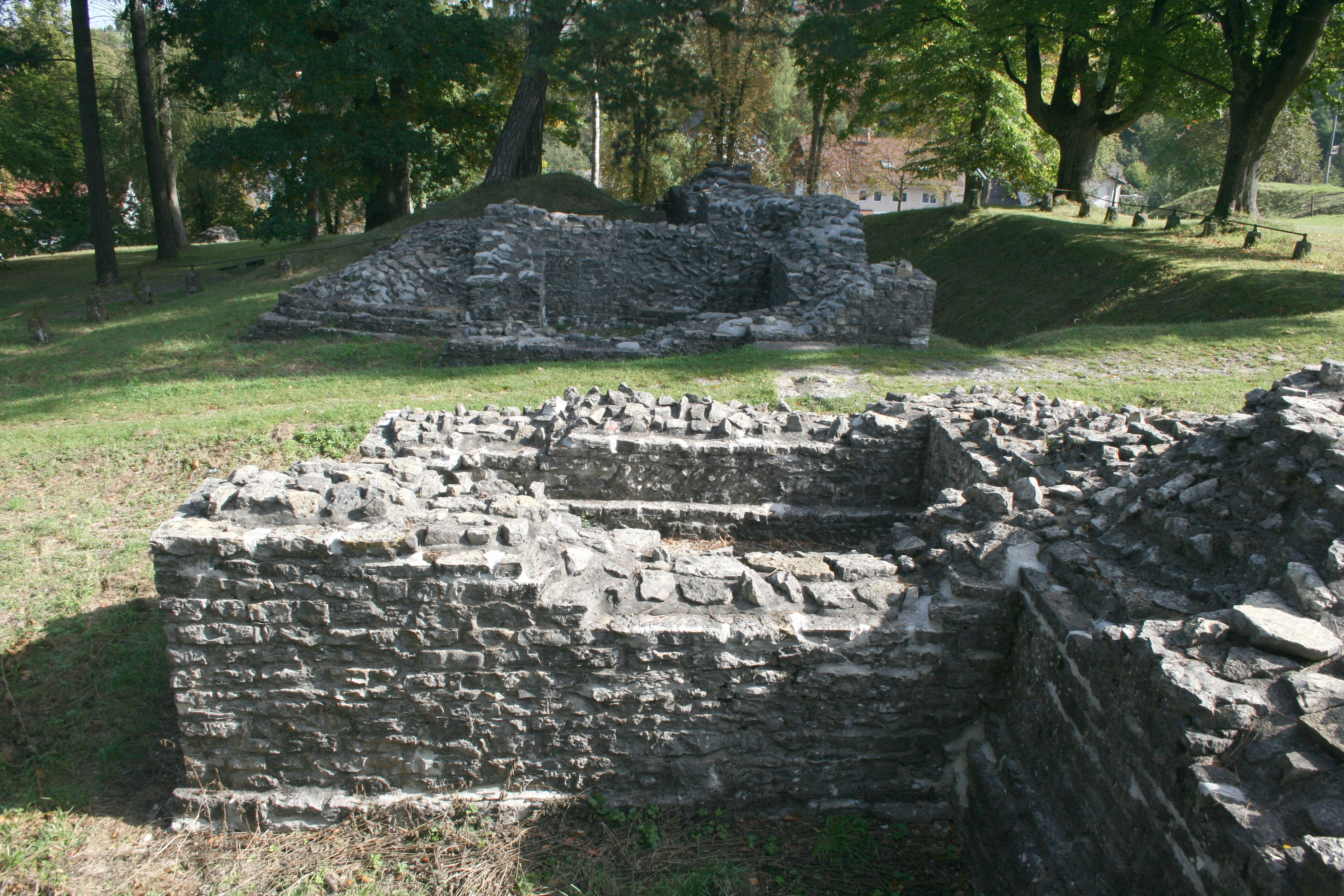
Das Südosttor mit möglicherweise nachträglich errichteten Verstärkungen zum Kastellinneren hin
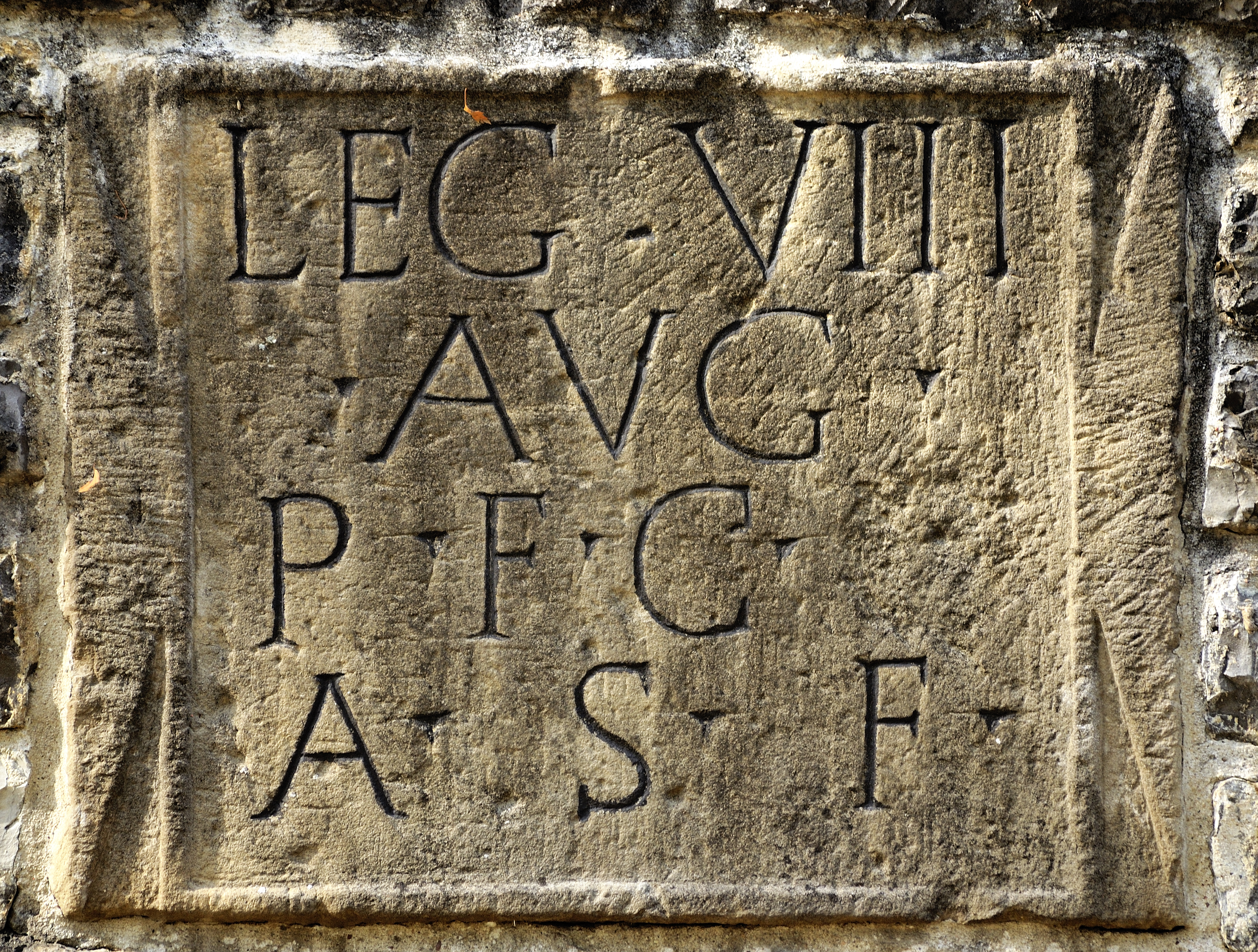
Faksimilie der Bauinschrift CIL XIII 06582 aus dem Spitzgraben
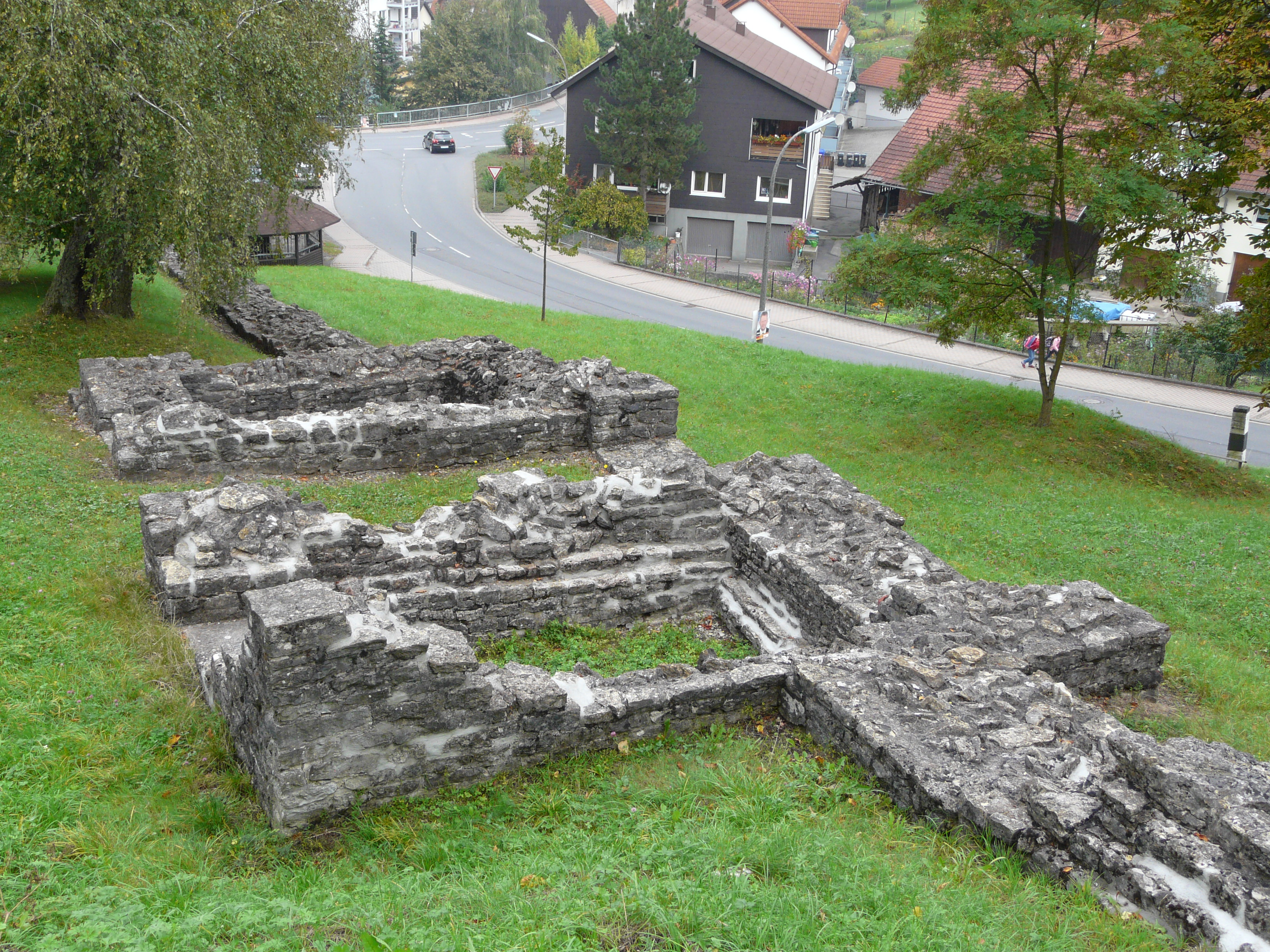
Das Osttor des Numeruskastells.
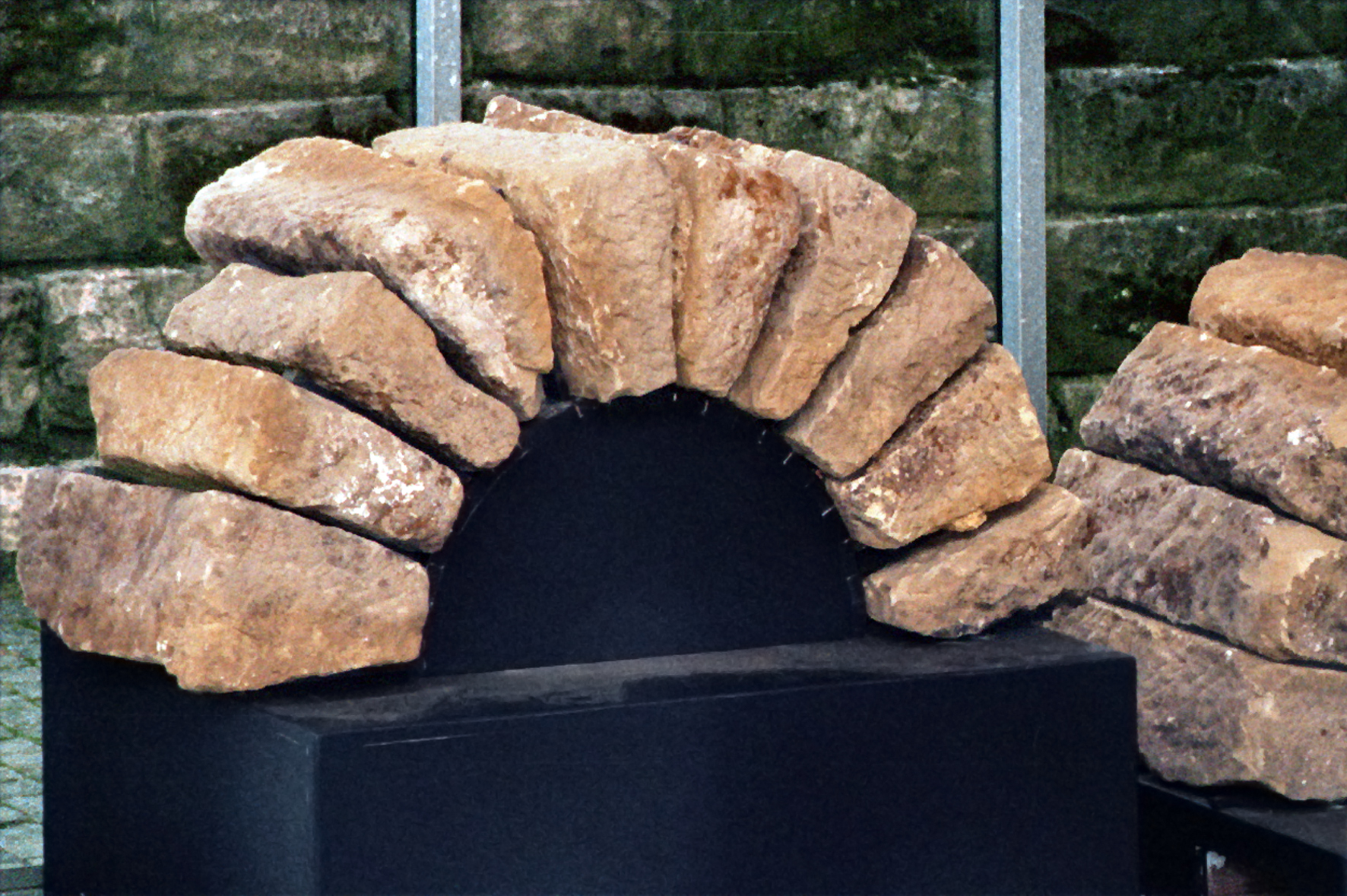
Im Graben gefundene, keilförmige Steine zweier Rundbogenfenster

## Truppe und Militärpersonal
Nach Osterburken können zwei Truppenverbände verortet werden.
| Zeitstellung              | Truppenname                                      | Bemerkung |
| ------------------------- | ------------------------------------------------ | --- |
| um 160–um 259/260 n. Chr. | Cohors III Aquitanorum equitata civium Romanorum | Wie Militärdiplome belegen, stand die Kohorte immer in der Provinz Obergermanien. Die bisher älteste bekannte Nennung stammt vom 21. Mai 74 n. Chr. Weitere Erwähnungen erfolgten in den Jahren 82, 90, 116, 130 und am 16. Oktober 134. Verbaute Ziegelstempel geben einen Hinweis darauf, dass die Einheit zunächst im Kastell Stockstadt gelegen hat und mit ihrer Anwesenheit an diesem Ort noch während der Regierungsjahre des Kaisers Trajan (98–117) zu rechnen ist, bevor sie in das Westkastell nach Neckarburken verlegt wurde. Anschließend errichtete die Truppe im Zuge der Limesvorverlegung das Kohortenkastell Osterburken und blieb dort bis in die Zeit des Limesfalls. Das weitere Schicksal der 3. Aquitanierkohorte ist unbekannt.                                 |
| um 190–um 259/260 n. Chr. | Numerus Brittonum Elantiensium                   | Die Ursprünge des Numerus sind unbekannt. Die erste inschriftliche Nennung stammt aus Neckarburken. Dort lag sie nahe der 3. Aquitanierkohorte im Ostkastell. Eine Bauinschrift vom Osttor, die sich auf die Zeit zwischen 145 und 161 n. Chr. datieren lässt, weist sie namentlich aus. Während dieser Zeit errichtete die Truppe unter dem Zenturio Veranius Saturninus 158 n. Chr. auch das dazugehörige Kastellbad neu. Zwischen 185 und 192 n. Chr. entstand das Numeruskastell in Osterburken, das die Legio VIII Augusta „von Grund auf“ errichtete. Möglicherweise war die zu diesem Annex gehörende Truppe während der Bauzeit nicht vor Ort. Anschließend, so die Vermutung der Wissenschaftler, haben die Elzbrittonen dort bis in die Zeit des Limesfalls Quartier genommen. |

Aus dem Kohortenkastell wurde eine Weihinschrift an die Göttin Minerva geborgen, die der Zenturio Titus Attonius Fortio – ein ehemaliger Cornicularius – und der Zenturio Placidius Placidinus hatten aufstellen lassen. Auch der Name des Zenturios (Sil)vanus und der des Dekurios Iustius Attianus blieben durch Weiheinschriften an die jeweiligen Genii ihrer Einheiten erhalten.
Nahe der Porta decumana fand sich 1910 ein weiterer, konsulardatierter Votivaltar aus dem Jahr 198 n. Chr. Gesetzt hatte den Stein ...pius Iulianus, Militärarzt der 3. Aquitanierkohorte, zu Ehren seiner Truppe. An demselben Tor wurde 1868 eine Weiheinschrift entdeckt, zu der einst die Statuette eines Genius gehörte. Dessen unterer Teil blieb an der altarförmigen Basis erhalten. Den Stein hatten die Optiones – ein Unteroffiziersgrad – der 3. Aquitanierkohorte für den Genius ihrer Einheit aufstellen lassen. Die Nennung des Ehrennamens Philippiana, den die Kohorte unter Kaiser Philippus Arabs (244–249) trug, schränkt den Aufstellungszeitraum auf die Jahre 244 bis 249 n. Chr. ein. Eine weitere Genius-Weihung für die Truppe – damals mit dem Beinamen Severiana – war bereits unter Kaiser Severus Alexander (222–235) entstanden. Sekundär wiederverwendet war eine 1892 am Kastell entdeckte Weihung an den Genius seiner Turma (Schwadrone), die von dem Decurio (Rittmeister) Iustius Attianus gesetzt worden war.
Auf einer heute verschollenen bronzenen Tessera militaris fanden sich das nicht auflösbare Kürzel SVC sowie die Herkunft des Stückes von der Zenturie des Publius Paternus eingepunzt. Weitere bronzene Tesserae stammten von der Zenturie des Messor Saciro und von der des Titus Quartus Agraptus.
Der einzige bisher bekannt gewordene Garnisonskommandeur (Praefectus cohortis) der 3. Aquitanierkohorte war der aus Rom stammende Ritter Publius Allius Proculus, dessen Weihinschrift sich 1971 während des Abbruchs der klassizistischen Osterburkener Kilianskirche sekundär vermauert fand.

Inschriften der Cohors III Aquitanorum equitata civium Romanorum
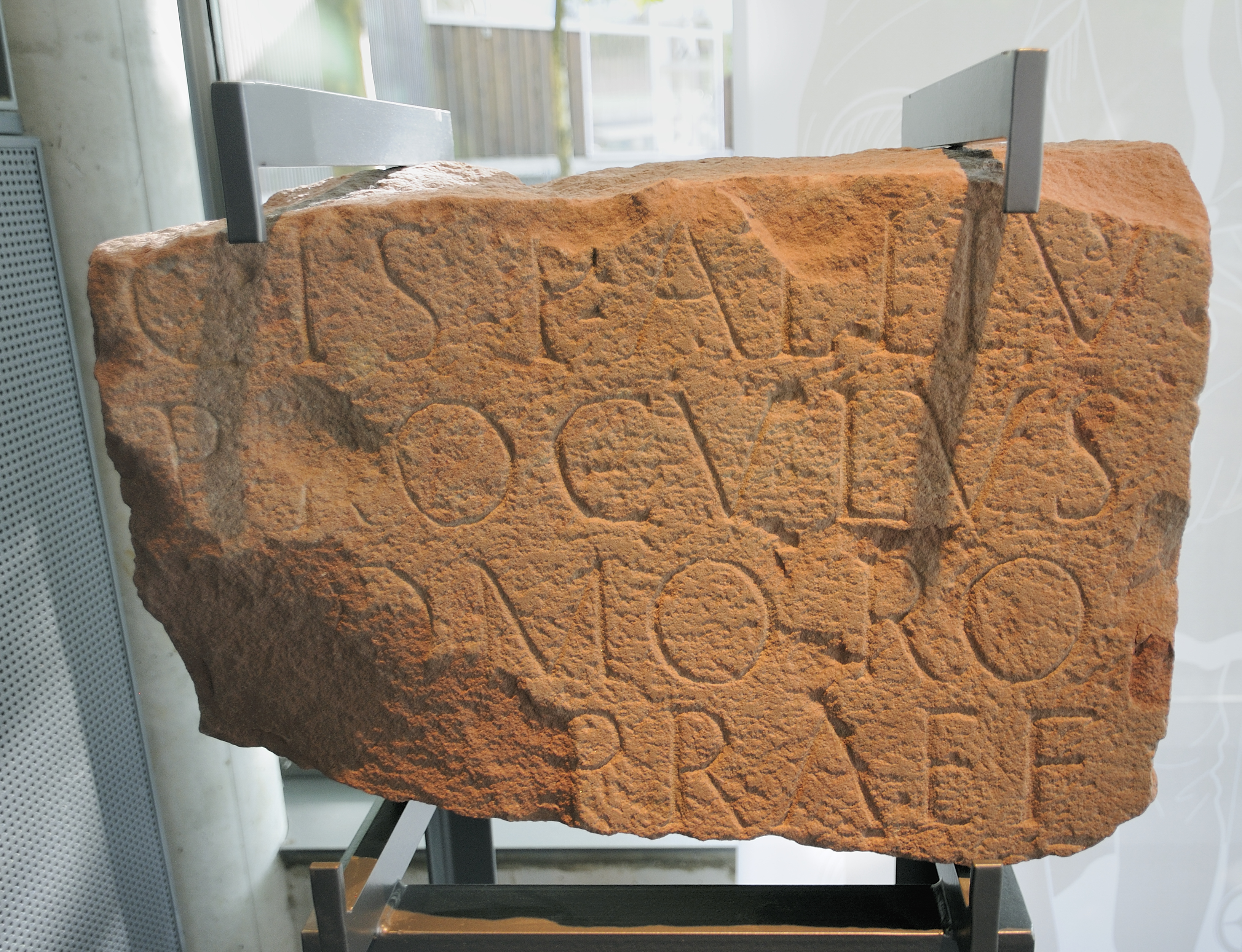
Der Stein des Ritters Publius Allius Proculus, Oberkommandeur der Kohorte
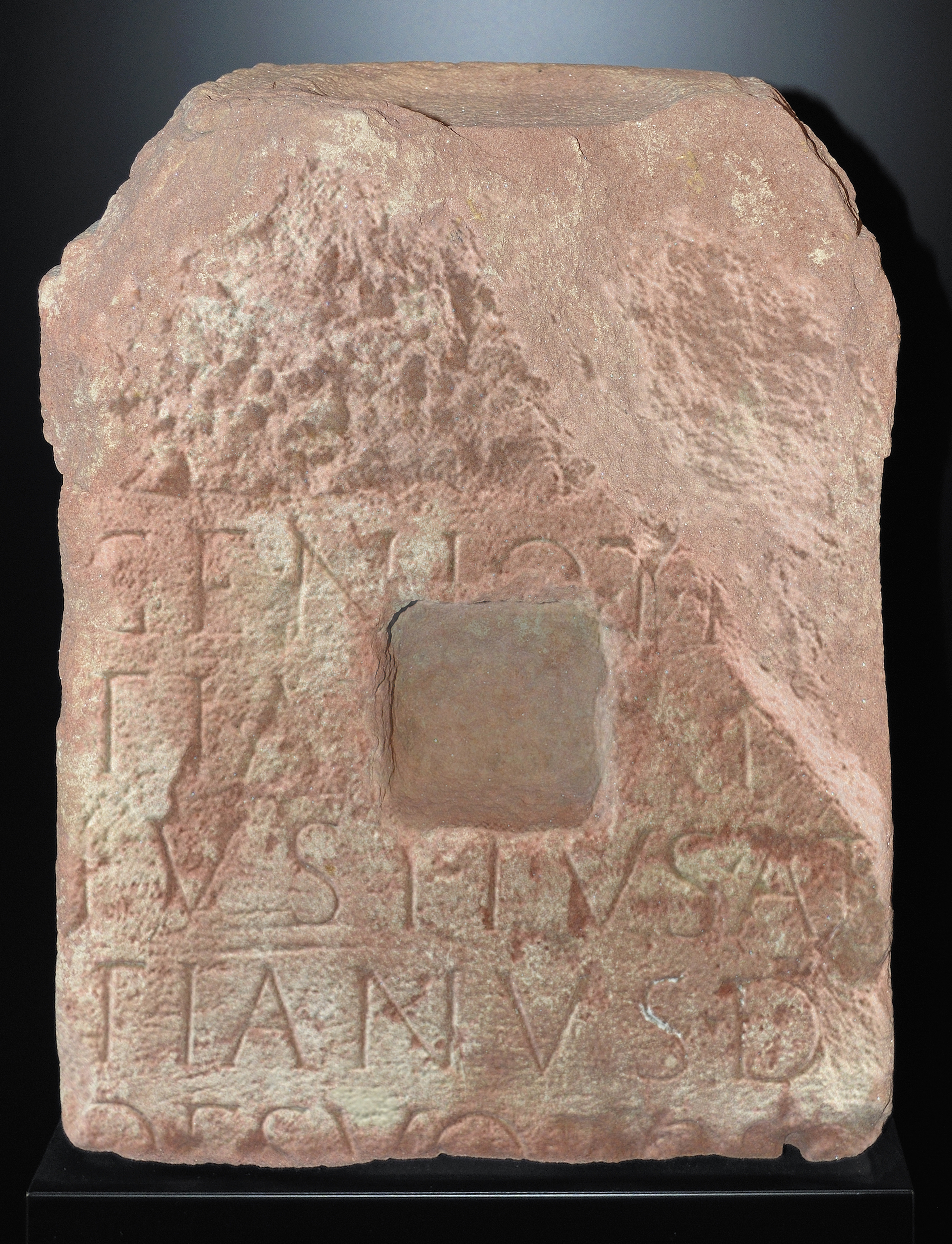
Sekundär wiederverwendete Geniusweihung des Rittmeisters Iustius Attianus
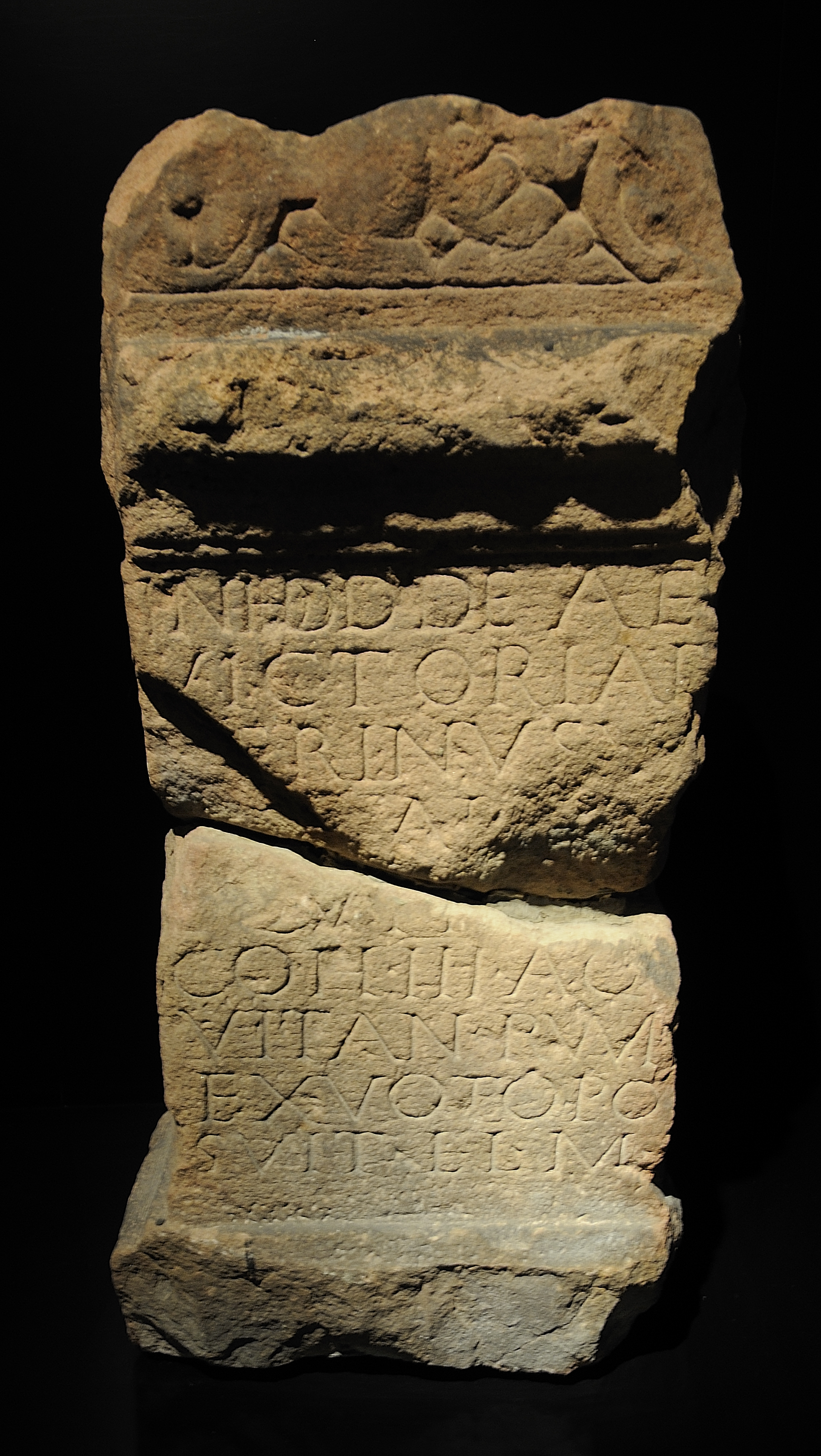
Der Weihealtar eines Reiters wurde in sekundärer Verwendung 1895 an einem Tor des Kohortenkastells entdeckt.

## Kastellbäder

Das Thermenviertel mit dem Benefiziarier-Weihebezirk und vorthermenzeitlichen Strukturen

### Bad I (Kohortenbad)
In den vergangenen rund 200 Jahren wurden zwei Kastellbäder entdeckt. Wilhelmi kannte als Fundstelle der ersten bekannt gewordenen Badeanlage des damaligen Gasthauses „Badischer Hof“. Dort stieß man beim Graben eines Brunnens in den Kellergewölben auf ein Hypokaustum mit Ziegelstempeln der Legio XXII Primigenia. Die Augsburgische Ordinari Postzeitung vom 2. August 1826 nennt als Funddatum den 15. Juli 1826 und erwähnt unter anderem, dass die Seitenwände mit „Gyps übertüncht und marmorartig gefärbt waren.“ Neben dem geziegelten Boden fielen den Ausgräbern damals die hohlen Wandziegel der Heizungsanlage und „sehr lange eiserne Nägel“ auf. Richtig erkannte man schon damals, dass hier ein römisches Militärbad stand, das die 22. Legion erbaut hatte. Heute wird der Fund in der Fachliteratur als Bad I geführt, das sich im Bereich des 2002 geschlossenen und anschließend abgebrochenen Lichtspielhauses an der Römerstraße 16 befand. Dieses Kino hatte seinen Sitz in dem ehemaligen „Badischen Hof“ gehabt. Bereits vom 5. bis 8. Februar 1973 waren Teile der Therme bei Umbauarbeiten im Keller des Kinos durch Behrends im Zuge einer Notgrabung wissenschaftlich untersucht worden. Der Archäologe berichtete von Schwierigkeiten mit dem hohen Grundwasserspiegel, der ohne ständiges Abpumpen die Oberkante der Hypokaustpfeiler erreichte. Zu diesem Gebäude kam im Frühsommer 1983 ein weiterer Raum ans Licht. In ihm fand sich die Inschrift Legio VIII.
Spätestens seit den umfassenden Grabungen 2004/2005 steht fest, dass das im Vergleich zum Numerusbad fast viermal größere Bad I das zentrale Militärbad am Ort gewesen ist und wohl mit der Ankunft der Cohors III Aquitanorum rund 140 Meter östlich vor der Porta Praetoria des Kohortenkastells errichtet wurde. Trotz massiver Störungen durch den mittelalterlichen Stadtgraben hatte das Mauerwerk die Jahrtausende außergewöhnlich gut überdauert. Der Bau gehört mit seiner hintereinander geschalteten Anlage der Bäder zum Reihentypus, bei dem die Besucher aufgrund der Standardisierung ohne Umstände die kalten, warmen und heißen Wasserbecken und Wannen dem vorgeschriebenen Ablauf entsprechend betreten konnten. Die genauere Zeitstellung ergibt sich unter anderem mit Hilfe der 2004/2005 geborgenen dendrochronologisch verwertbaren Hölzer sowie im Vergleich der vorgefundenen Ziegelstempel. Diese gehören Gruppen an, die während der Aufbauphase des Vorderen Limes hergestellt wurden. Bemerkenswert ist, dass beim Bau des Hypokaustums im Tepidarium ausschließlich Ziegel der 22. Legion verbaut wurden, während im Caldarium offensichtlich eine gestempelte Charge der 8. Legion verbaut wurde. Offensichtlich haben beide Legionen gleichzeitig Material geliefert. Wie bereits weiter oben näher erwähnt, konnte als Fälldatum für die ältesten Holzpfosten im Bad das Spätjahr 164 n. Chr. ermittelt werden. Wahrscheinlich sind die Hölzer bereits kurze Zeit später verbaut worden.
Die baulich mehrphasige Therme wurde von der im Norden gelegenen und großzügig geplanten Basilica thermarum betreten. Dieser Raum war als Mehrzweckeinrichtung gedacht und bestand zunächst als Holzkonstruktion, bevor er dendrochronologisch fassbar im Jahr 190 n. Chr. in Stein neu ausgebaut wurde. Im Inneren wurde sowohl das Dach der mutmaßlichen Fachwerkhalle als auch das des Steinbaus stets von Holzstützen getragen, die während der Steinbauphase einmal ausgewechselt wurden, möglicherweise im Zuge einer Verkleinerung der Vorhalle, wie sie sich so oft während des 3. Jahrhunderts am Limes nachweisen lässt. In der Basilica thermarum befand sich der Empfangs-, Sport- und Umkleidebereich. Anschließend kam der Erholungsuchende in den Kaltbadebereich (Frigidarium), an dessen Westseite sich eine Kaltwasserwanne (Piscina) befand, deren Estrichauskleidung einmal vollständig erneuert wurde, bevor die Verantwortlichen das Becken im 3. Jahrhundert wahrscheinlich verkleinern ließen. Auf der gegenüberliegenden Seite wurde das Schwitzbad (Sudatorium) ermittelt, das in zwei hintereinandergeschalteten länglich-rechteckigen Räumen entlang der Ostseite eingerichtet war. Der zweite Raum des Sudatoriums konnte auch vom ersten Laubad (Tepidarium) aus betreten werden, das durch eine an der Südseite des Kaltbads eingelassene schmale Türe erreichbar war. Der erste und kleinere der beiden lauwarmen Räumen besaß eine Fußbodenheizung, die auf gesägten Kalktuffpfeilern ruhte. Im Gegensatz dazu bestanden die Pfeiler des zweiten Tepidariums aus Ziegeln, wie dies auch sonst im Gebäude beobachtet wurde. Die rechteckige Nische an der Ostseite des zweiten Laubads war in der Antike möglicherweise der Standort einer Warmwasserwanne gewesen. Im südlich anschließenden Heißbadebereich (Caldarium), der die Größe des zweiten Tepidariums besaß, befand sich an der Westseite in einem Mauerkarree gleichfalls eine Wanne, die nach Ansicht der Archäologen bis zum Ende des Badebetriebs im Einsatz war. Entsprechend gab es an der Südseite des Heißbads eine weitere Wanne. An der Ostseite des Caldariums führte eine Türe in ein länglich-rechteckiges Nebenzimmer, das lediglich aus Fachwerkwänden konstruiert war. Vielleicht befand sich hier ein Massageraum oder eine Möglichkeit für Duschbäder. Während des gleichfalls in das Jahr 190 n. Chr. bestimmbaren Umbaus wurde dieser Raum abgebrochen und die Türe vermauert. Im Zuge dieser Arbeiten erhöhten die Bautrupps auch das Außenniveau im hinteren Thermenbereich stark. Den Ausgräbern gelang es, auch andere bauliche Veränderungen im Inneren der Anlage nachzuweisen. So gab es Arbeiten an den Wandheizungen und Bodenestrichen. Erhitzt wurde das Caldarium durch einen in Holzbauweise errichteten Heizraum (Praefurnium), der hinter die südliche Abschlussmauer des Badegebäudes angebaut war.
Mit zahlreichen spätlimeszeitlichen Sigillaten sowie einem versilberten Antoninian aus der Regierungszeit des Kaisers Philippus Arabs (244–249) endet das Fundmaterial zeitlich.

### Bad II (Numerusbad)
Phase 1

Das zweiphasige Numerusbad im Grundriss

Bei Bauarbeiten kam 1976 eine zweite, kleinere Badanlage rund 40 Meter westlich von Bad I zum Vorschein, deren Baureste wie die des Kastells zum UNESCO-Welterbe gehören. Zahlreiche Ziegelstempel aus der Therme belegen die Anwesenheit von Bautrupps der Legio VIII Augusta. Die Ziegelstempel sowie die geringere Größe ließen den Schluss zu, das Bad sei für den Numerus der Elzbrittonen errichtet worden. Demnach wäre der Bau erst zwischen 185 und 192 n. Chr. entstanden, als das in diesem Zeitfenster inschriftlich datierbare Annexkastell der Elzbrittonen entstand. Die Entfernung zum Nordosttor des Kohortenkastells – der Porta praetoria – beträgt rund 100 Meter. Auch diese Anlage gehört dem Reihentypus an und besteht aus mehreren, hintereinander gestaffelten Räumen. Der im Eingangsbereich gelegene Umkleidebereich (Apodyterium), der von Nordwesten aus betreten wurde, konnte nur teilweise freigelegt werden. Ihm folgt das Frigidarium, zu dem eine an die Südmauer angebaute halbrunde Apsis mit Badewanne gehört. Im Kaltbad beginnt außerdem ein ausgebauter Abwasserkanal, der unter dem Umkleideraum hindurch ins Freie führte. Nördlich von Apodyterium und Frigidarium befinden sich zwei nebeneinanderliegende Räume, die von Nordosten aus beheizt wurden. Beide Räume werden als Sudatorium angesprochen und sind sowohl vom Umkleideraum, als auch vom Kaltbad aus betretbar. In östlicher Richtung schloss sich an das Frigidarium ein lauwarm temperierter Bereich an. Auch hier gibt es eine abgerundete Apsis im Süden, die jedoch mit dem eigentlichen Raum eine bauliche Einheit bildete. Das Tepidarium besaß keine Wannen, sondern wurde für Massagen und zur Erholung genutzt. Nach dem Tepidarium betrat der antike Besucher wieder in östlicher Richtung das erste, kleinere Caldarium – einen Schwitzraum mit einer eingebauten Heißbadewanne. Um die richtige Temperatur halten zu können, besitzt dieser Bereich an der Nordmauer hinter der Wanne einen eigenen Heizraum. Der letzte Heißbadebereich schließt sich erneut im Osten an. Hier befindet sich das größere Caldarium. Im Süden gibt es wieder eine halbrunde Apsis mit einer Kaltwasserwanne und östlich eine rechteckige Nische, in die eine Heißwasserwanne eingebaut ist. Unmittelbar nördlich dieser aus dem Mauerverband des Bades herausragenden Nische befindet sich ein weiterer Heizraum.
Phase II
Während der ersten Hälfte des 3. Jahrhunderts wurde die Badeanlage verkleinert. Nähere zeitliche Angaben sind nicht möglich, da die zu dieser Phase gehörenden und aufgefundenen Ziegelstempel lediglich sekundär vermauert waren. Dieser Rückbau lässt sich für die krisengeschüttelte Spätzeit des Obergermanisch-Rätischen Limes bis zu dessen Ende 259/260 n. Chr. auch an anderen Kastellplätzen beobachten. Am nördlicher gelegenen Kastell Walldürn konnte für den fast schon improvisierten Rückbau des erst im August 232 n. Chr. eingeweihten Neubaus eine mangelhafte Bauausführung beobachtet werden. Eine Ursache für diese letzte Umbaumaßnahme wird dort auf das 232 verwendete, falsche Baumaterial der Hypokaustpfeiler zurückgeführt, das nach kurzer Zeit statische Probleme verursachte. Im Bad von Kastell Schirenhof fand sich unter einem verkohlten Holzfußboden der endgültigen Brandschicht eine Münze aus dem Jahr 228 n. Chr. Diese gilt als Terminus ante quem für den auch dort nachgewiesenen, hastigen und verkleinerten Umbau. Da die Archäologen mit einer Zerstörung von Vicus und Bad in Schirenhof während des ersten großen Alamanneneinfalls 233 n. Chr. rechnen und die römischen Truppen kurz nach 244/247 n. Chr. die dortige Garnison räumten, war das dortige verkleinerte Bad nicht sehr lange im Einsatz und verfiel in unzerstörtem Zustand. Am Kastell Buch wiederum wurde die Verkleinerung in die Zeit nach einem mutmaßlichen Germanenangriff vom Frühsommer 254 n. Chr. gelegt, als das Lagerdorf durch eine Brandkatastrophe unterging. Neben den kriegerischen Einflüssen oder dem Abzug von Truppenkontingenten steht allerdings auch die Vermutung im Raum, dass die Verkleinerung von Bädern insgesamt auch wirtschaftlichen Gründen geschuldet war. Eine weitere Ursache könnte ökologische Gründe habe. So äußerte bereits der Archäologe Oscar Paret (1889–1972), dass der damals massiv benötigte Rohstoff Holz im Umfeld der Städte und Siedlungen überbeansprucht worden sei und damit auch der Energieträger für die Thermen von weit her herangeschafft werden musste.
Der Rückbau in Osterburken betraf den östlichsten Trakt des Caldariums. Dieses wurde mitsamt der Kalt- und Heißbadewanne sowie dem Praefurnium aufgegeben. Somit stand den Badenden nur noch der kleinere Schwitzraum zur Verfügung. Der ehemalige Durchgang zum aufgegebenen Badebereich war nun vermauert.
Da der unmittelbar nordöstlich gelegene, weitgehend beheizbare Apsidenbau unbekannter Nutzung genau die Fluchtung des Numerusbades aufnimmt, wurde überlegt, ihn zeitlich derselben Bauphase zuzuordnen. Möglicherweise gab es auch eine auf das Bad abgestimmte Nutzung.

Numerusbad
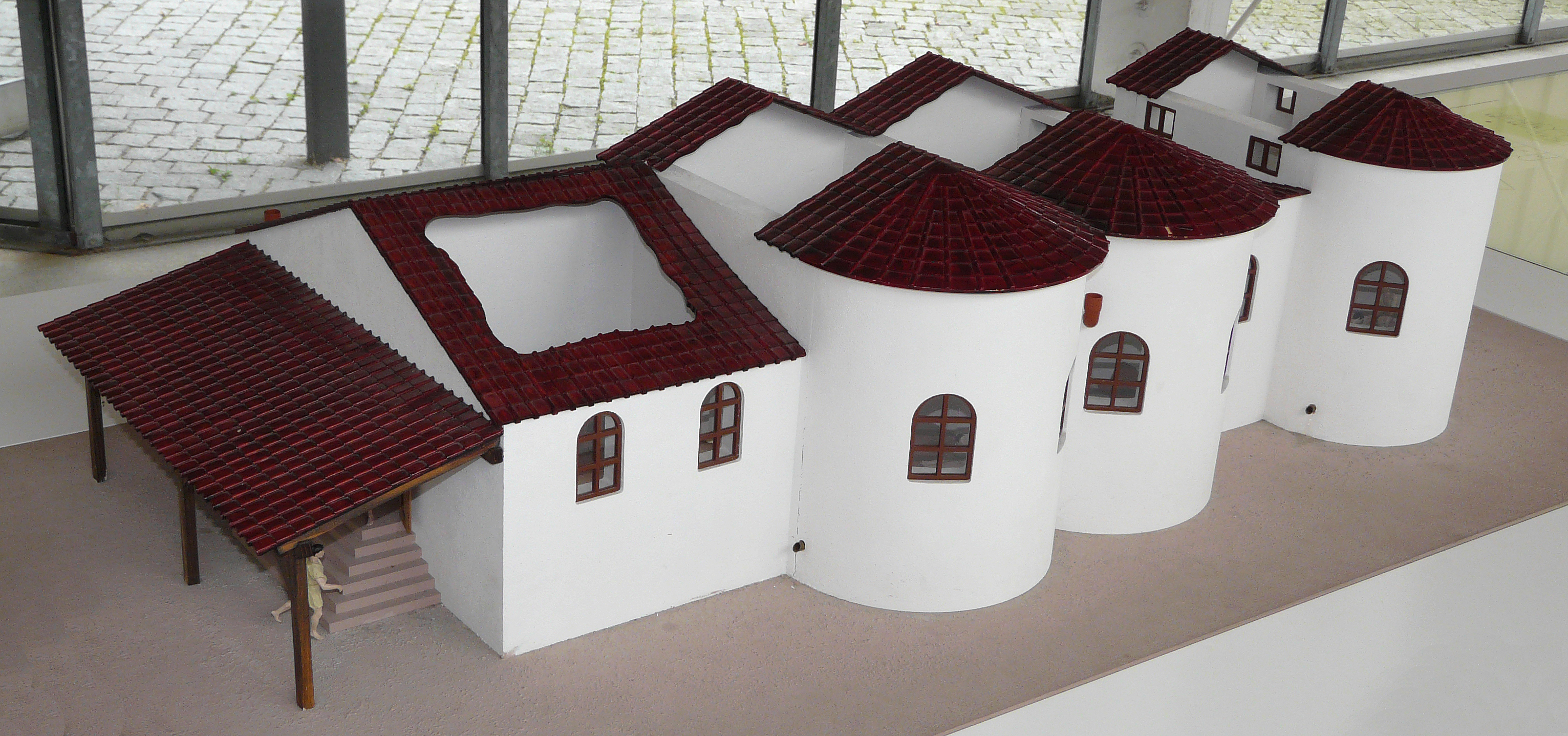
Das Numerusbad während der größten Ausbaustufe aus südwestlicher Richtung
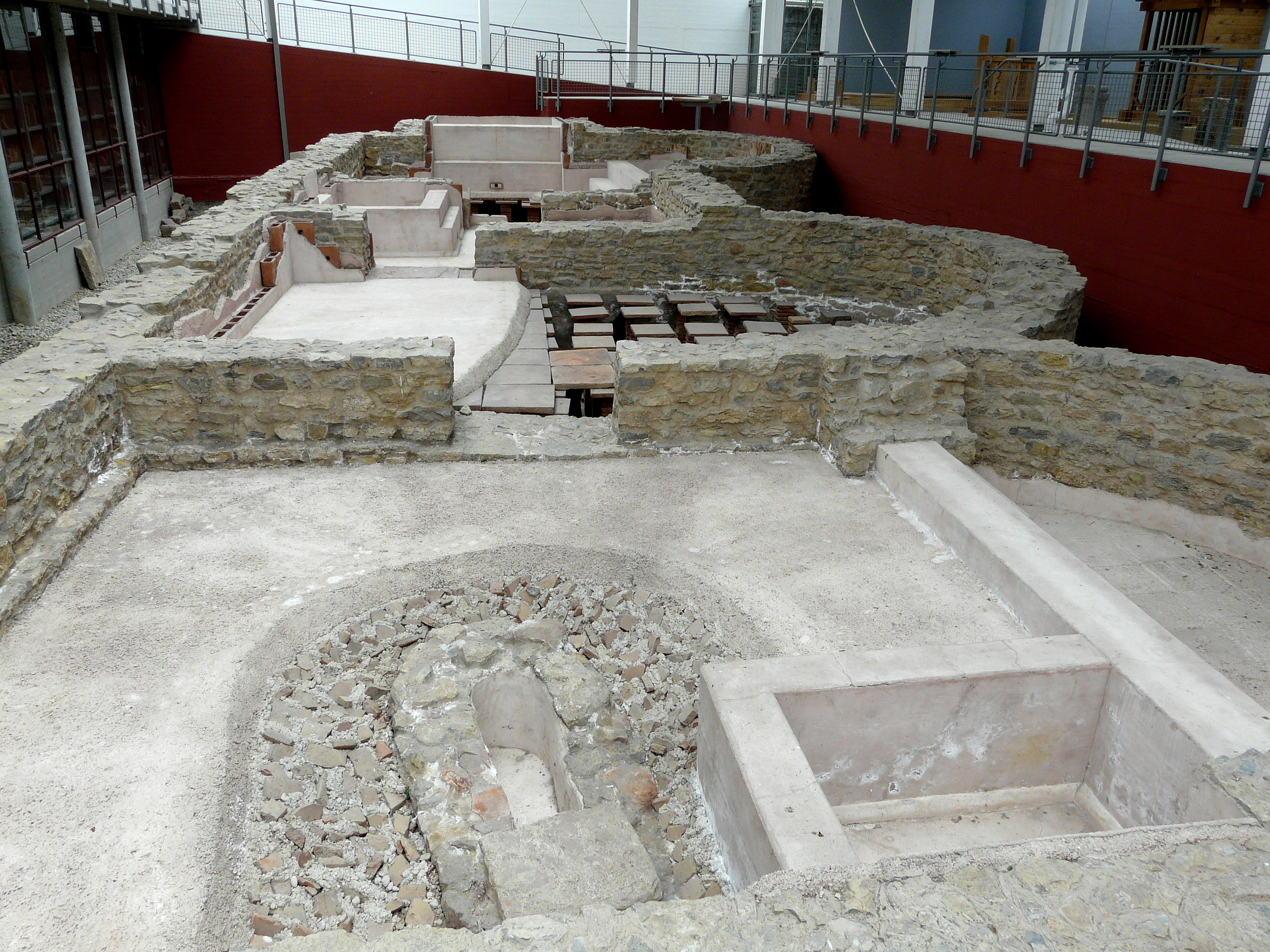
Blick über das Bad II nach Osten. Im vorderen Bereich der im Frigidarium beginnende Abwasserkanal.
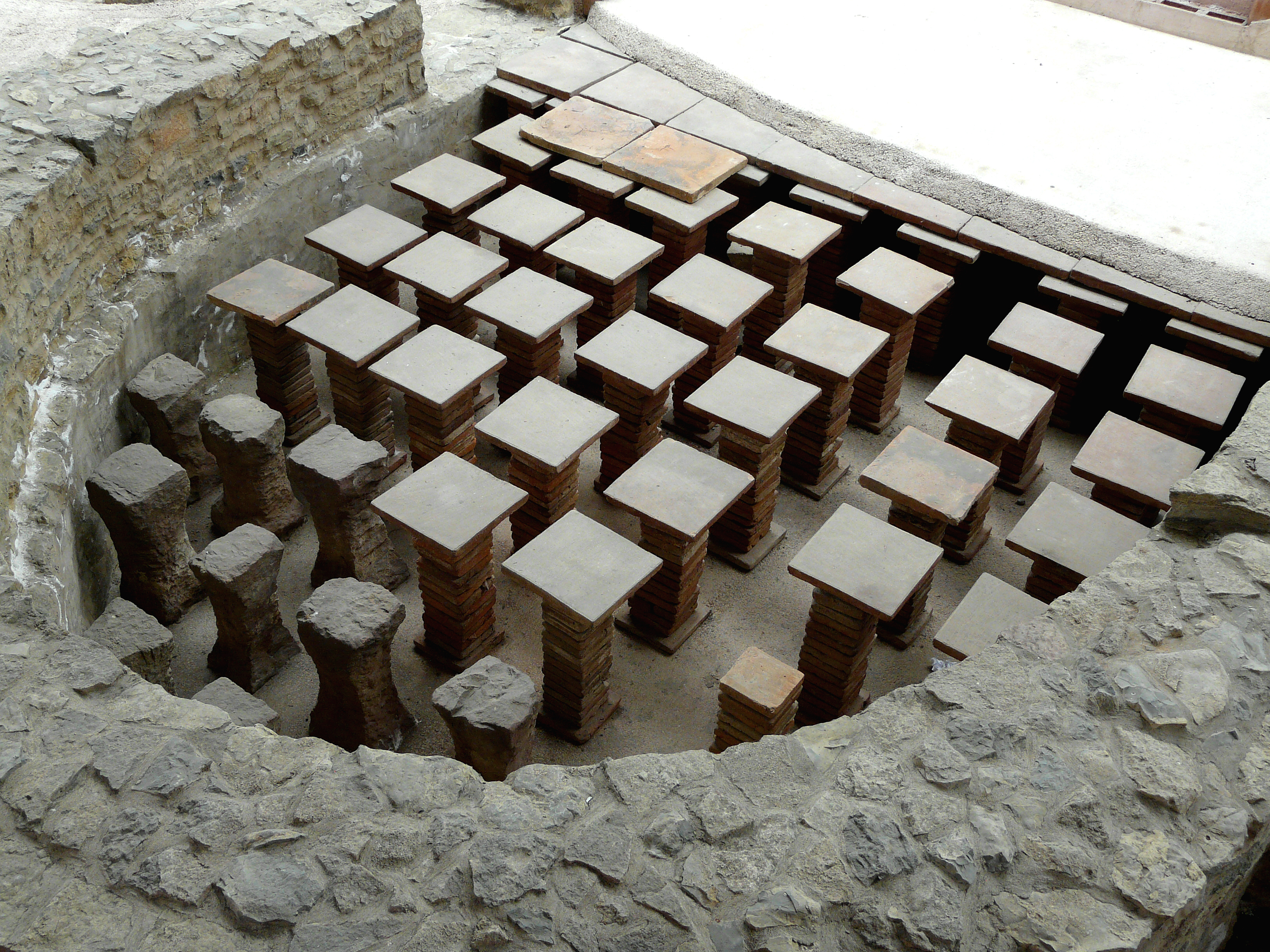
Die Apsis des Tepidariums von Bad II aus südlicher Richtung
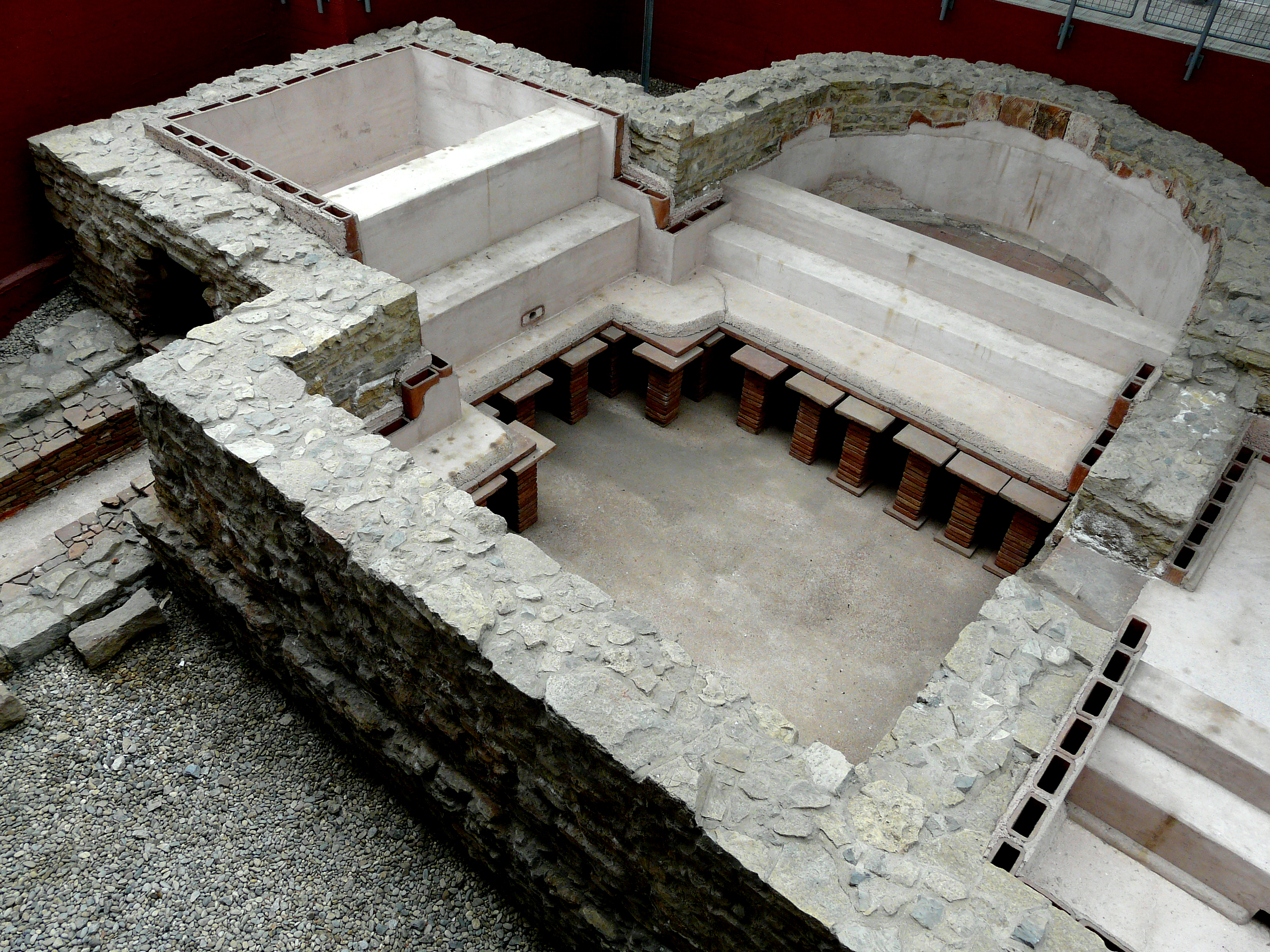
Der östlichste Bautrakt des Bades II mit dem Caldarium – Blick von Norden. Dieser Bereich wurde in der 2. Bauphase wieder aufgegeben.

## Vicus

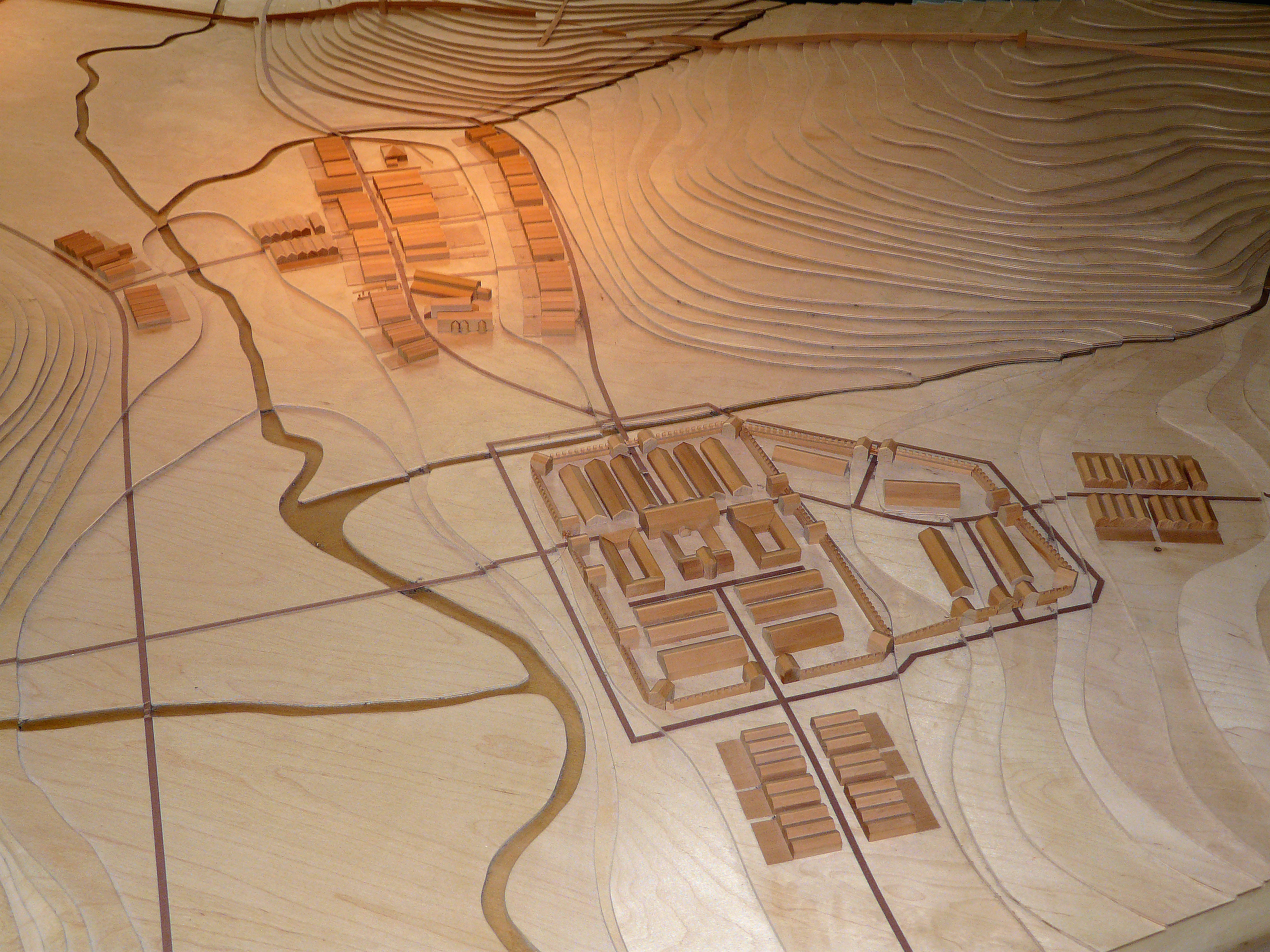
Modell des römischen Osterburken.

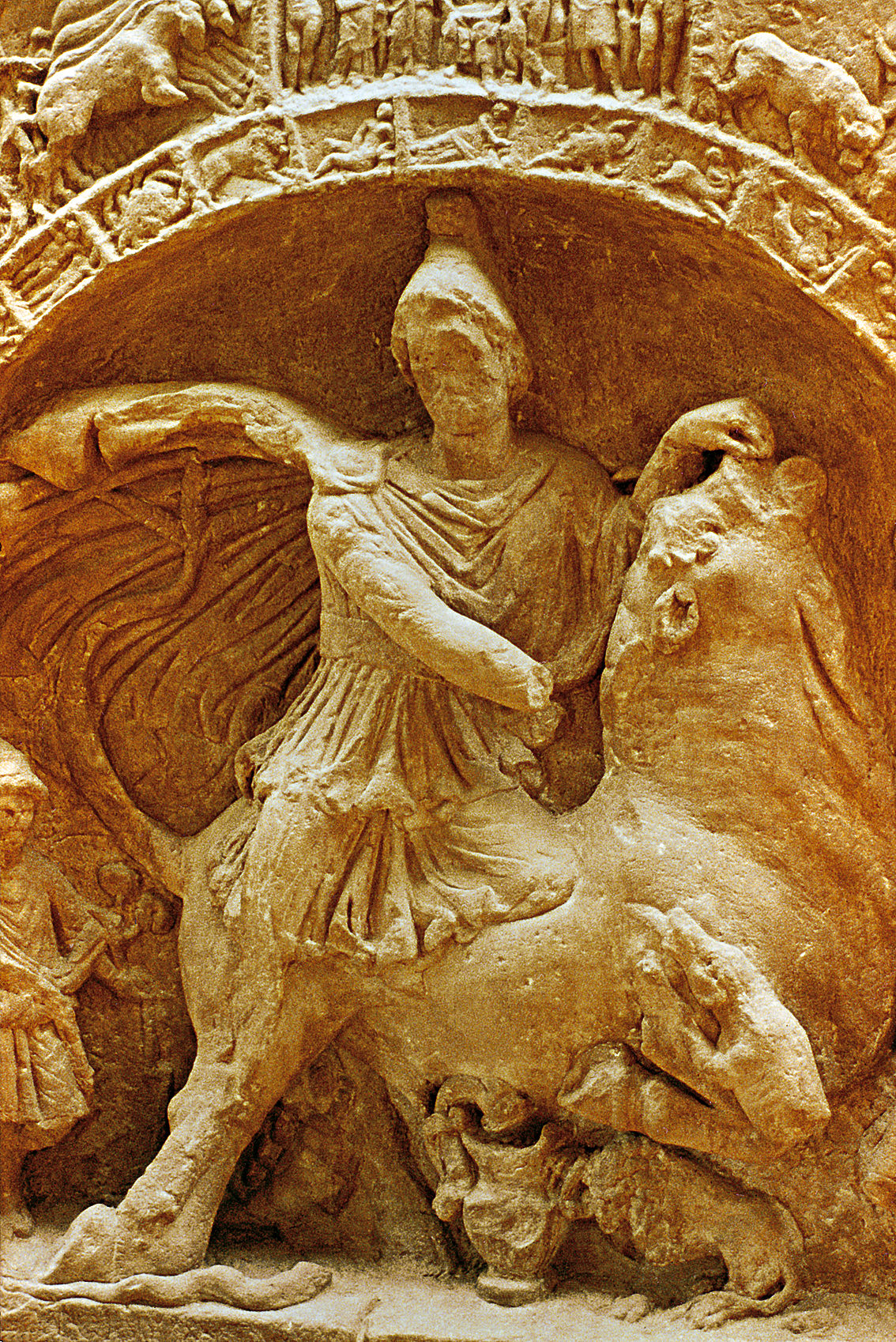
Eine hochwertige Kopie des Mithrasreliefs ist im Limesmuseum Aalen zu sehen. Das Original befindet sich im Badischen Landesmuseum Karlsruhe.

Als bedeutender Ort am Limes besaß Osterburken einen groß ausgebauten Vicus mit verschiedenen Heiligtümern. Davon zeugt neben dem Benefiziarierheiligtum das 1861 bei Ausschachtungsarbeiten für einen Keller entdeckte, gut erhaltene Mithrasrelief, das dort mit zwei inschriftenlosen Altarsteinen aus dem Boden kam. An dem Relief selbst befindet sich auf dem Sockel eine kurze Inschrift, die Auskunft über den einstigen – sicherlich wohlhabenden – Stifter gibt:
D(eo) S(oli) i(nvicto) M(ithrae) Mercatorius Castr[e]nsis in suo const(ituit)
Übersetzung: „Dem unbesiegten Sonnengott Mithras hat Mercatorius Castrensis (dieses Altarbild) auf seinem Grundstück errichten lassen.“
Zivile Siedlungsstrukturen fanden sich an der Straße vor der Porta decumana des Kohortenkastells im Südwesten, vor dem südöstlichen Ausfallstor des Annex über dem Tal sowie – mit dem eigentlichen Siedlungskern – nordöstlich der Porta Praetoria zur linken und rechten Seite der Kirnau. Die Straßentrasse aus der Porta praetoria führte die Kirnau entlang zum Limes. Dort lagen neben den von der Zivilbevölkerung mitgenutzten Thermen auch andere öffentliche Einrichtungen.

## Gräberfeld
Bisher wurde nur ein Gräberfeld nördlich von Kastell und Vicus – auf dem gegenüberliegenden Ufer der Kirnau – in der Flurgewann Affeldürn aufgedeckt, das nach den Grabungen überbaut wurde. Dort erschlossen die Archäologen über hundert Bestattungen. Neben den überwiegenden Brandgräbern fanden sich nur wenige Körpergräber, von denen einige für Kinder angelegt waren. Außerdem konnten zwei Pferdebestattungen aufgedeckt werden. Die teilweise sehr reichhaltigen Grabinventare beinhalteten neben Öllampen, Schalen, Tellern und Krügen auch Schmuck, Glasgefäße und Münzen. Überreste eines größeren Grabbaus waren bereits im 19. Jahrhundert geborgen worden.

Funde aus dem Gräberfeld in der Gewann Affeldürn
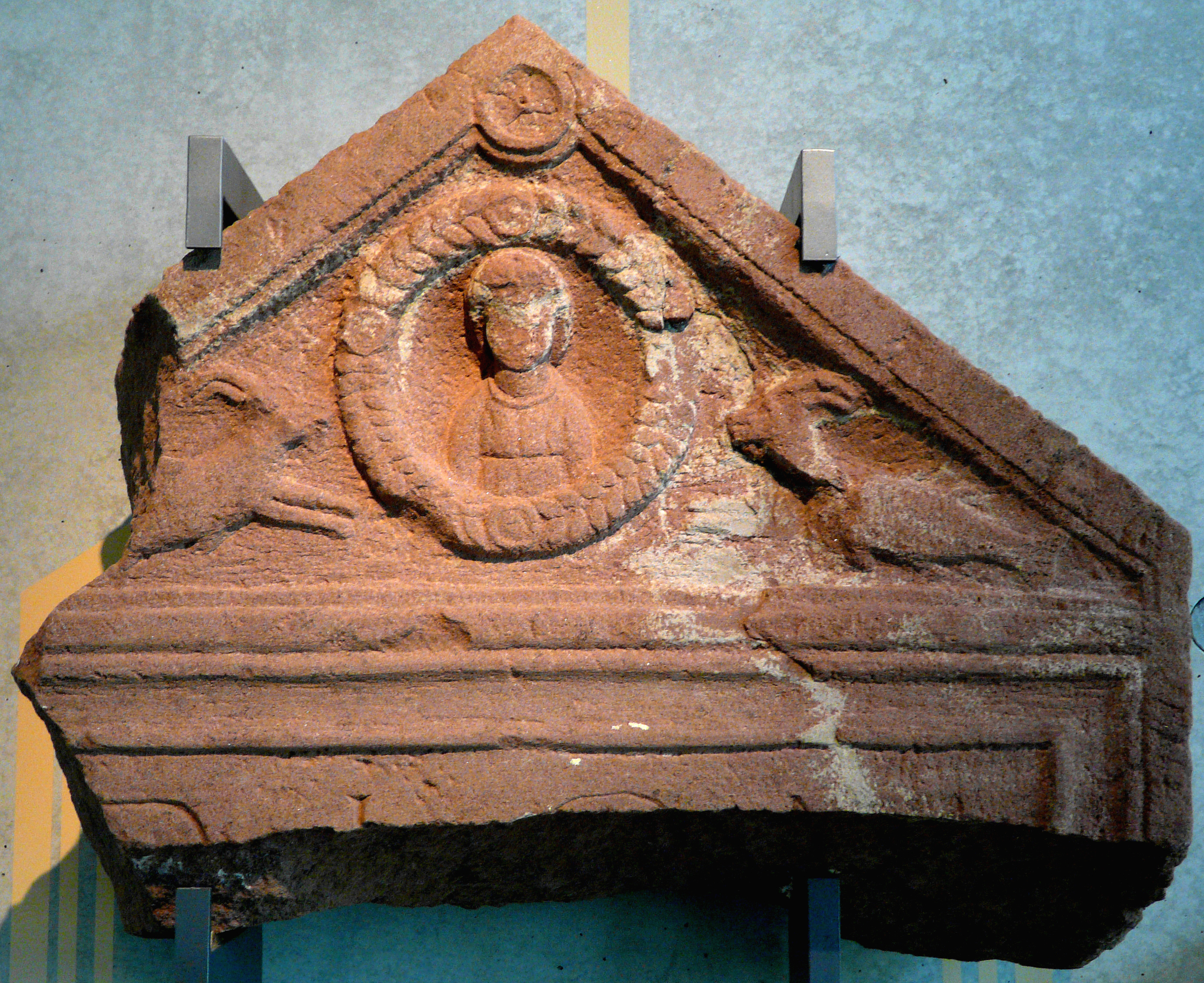
Giebelfragment einer Grabstele, 2. Hälfte 1. bis 2. Hälfte 3. Jahrhundert
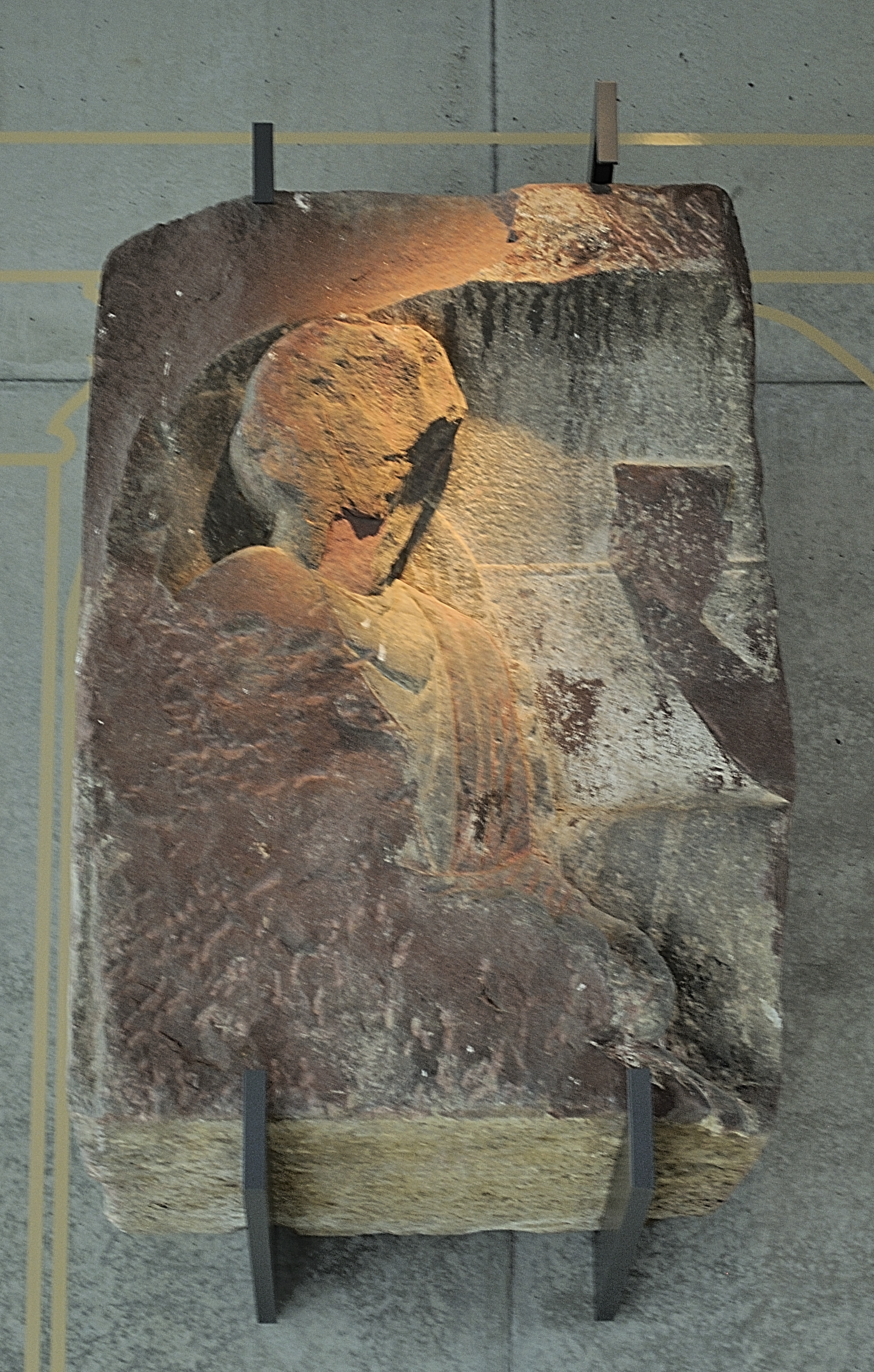
Totenmahlszene
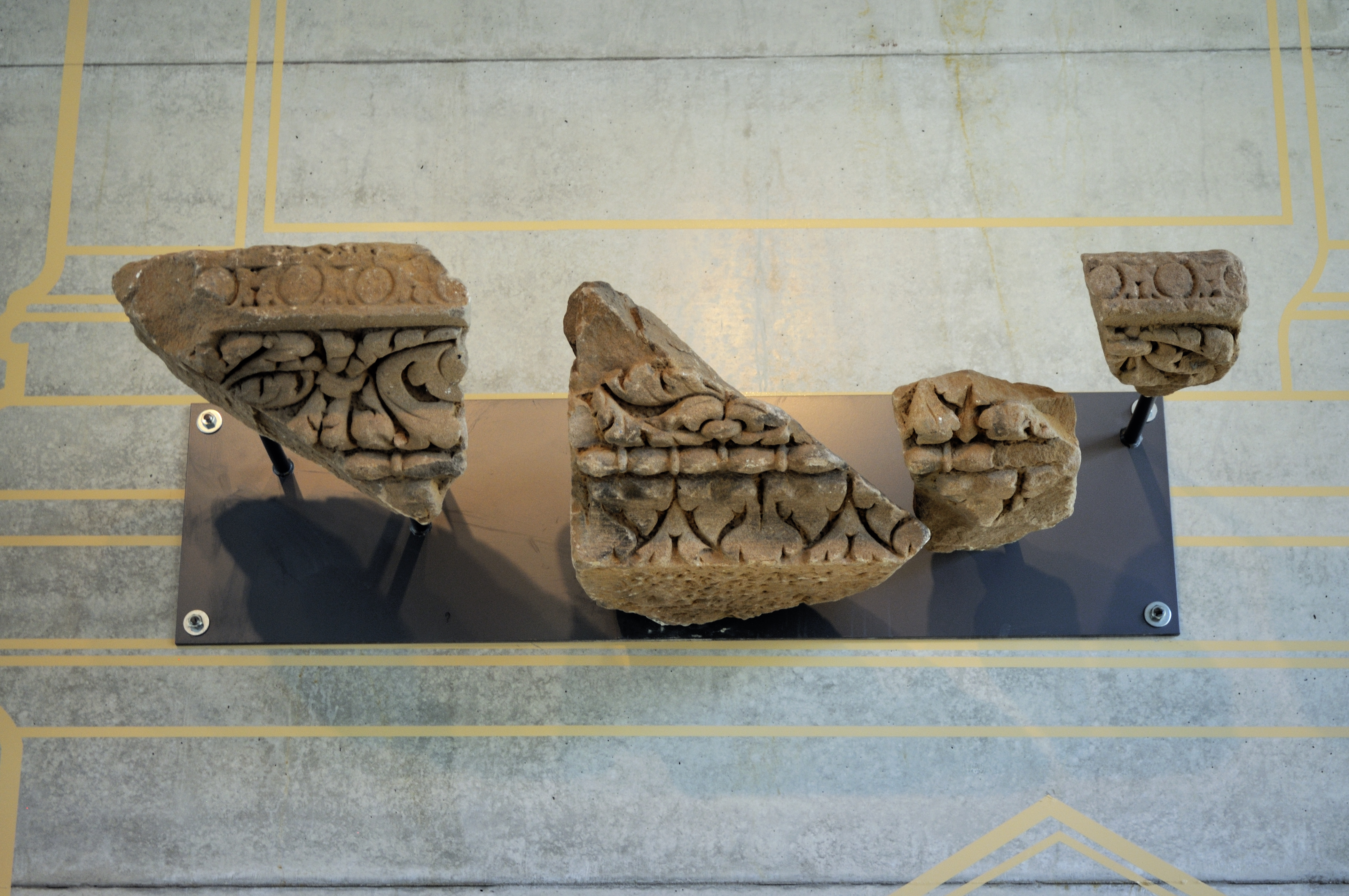
Architekturfragment von einem großen Grabbau

## Untergang und nachrömische Entwicklung

Metallfunde (Schmuck)
(Grabungen 1892)

Der 1992 aus dem Graben zwischen Kohorten- und Numeruskastell geborgene Münzhort deckt sich zeitlich mit den schweren Angriffen der Germanen des Jahres 233 n. Chr. (erster Alamannensturm), als diese auf breiter Front den Obergermanisch-Rätischen Limes überrannten. In diesem Zusammenhang wird beispielsweise neben dem großen Münzhort aus dem Kastell Ober-Florstadt in der Wetterau auch der Untergang des Kastells Pfünz am rätischen Limes im Altmühltal gesehen. Der letzte bekannt gewordene und datierbare Weihestein im Benefiziarier-Heiligtum wurde 238 n. Chr. aufgestellt.  Die jüngste datierbare Inschrift der 3. Aquitanierkohorte aus Osterburken stammt aus den Regierungsjahren des Kaisers Philippus Arabs (244–249; siehe weiter oben). Die Schlussmünze aus dem Kohortenbad wurde, wie bereits weiter oben erwähnt, ebenfalls während der Regierungszeit dieses Kaisers geprägt. Spätestens mit dem Limesfall 259/260 n. Chr. gingen die letzten römischen Grenzposten am Vorderen Limes unter oder wurden geräumt. Waffen und Skelettreste am Kastell von Osterburken deuten auf ein gewaltsames Ende in der Mitte des 3. Jahrhunderts hin. Die maßgeblichen Befunde zu dieser Feststellung hatten bereits Wilhelmi und seine Mitstreiter am Westrand des Numeruskastells gemacht. Sie fanden ein Skelett mit weit abgespreizten Beinen, an dem sich eine krumm gebogene Pfeilspitze befand. Bei dem zweiten Skelett eines jungen Erwachsenen, das teilweise unter den Trümmern der Kastellmauer lag, war einen Arm über den Kopf gebeugt, während der sich andere von ihm fortgestreckte. Am und im Umfeld der Toten lagen unter anderem Mauertrümmer, römische Münzen, Gürtelbeschläge, eine versilberte Bronzefibel, weiter Pfeilspitzen, ein kleiner dreikantiger Geschossbolzen und große verkohlte Hölzer. Die beiden Opfer waren an der Stelle, an der sie starben, liegengeblieben. Kamen bei den Konservierungsarbeiten im Graben des Anbaus 1896/1897 unter anderem weitere Schwerter, Lanzen- und Pfeilspitzen ans Licht, wurden während der Untersuchungen 1991 im Wehrgraben zwischen Kohortenkastell und Annex wieder Skelette von mindestens drei Erwachsenen aus der jüngsten römischen Schicht geborgen. Zum Fundmaterial gehörte außer Tierknochen und Keramik das Bruchstück einer Helmkalotte, auf der sich deutliche Spuren von Gewaltanwendung zeigten. Unter den Toten lagen Schutt der verstürzten Kastellmauer und verbrannte Reste der hölzernen Innenbebauung.

Nordöstlicher Spitzgraben des Kohortenkastells
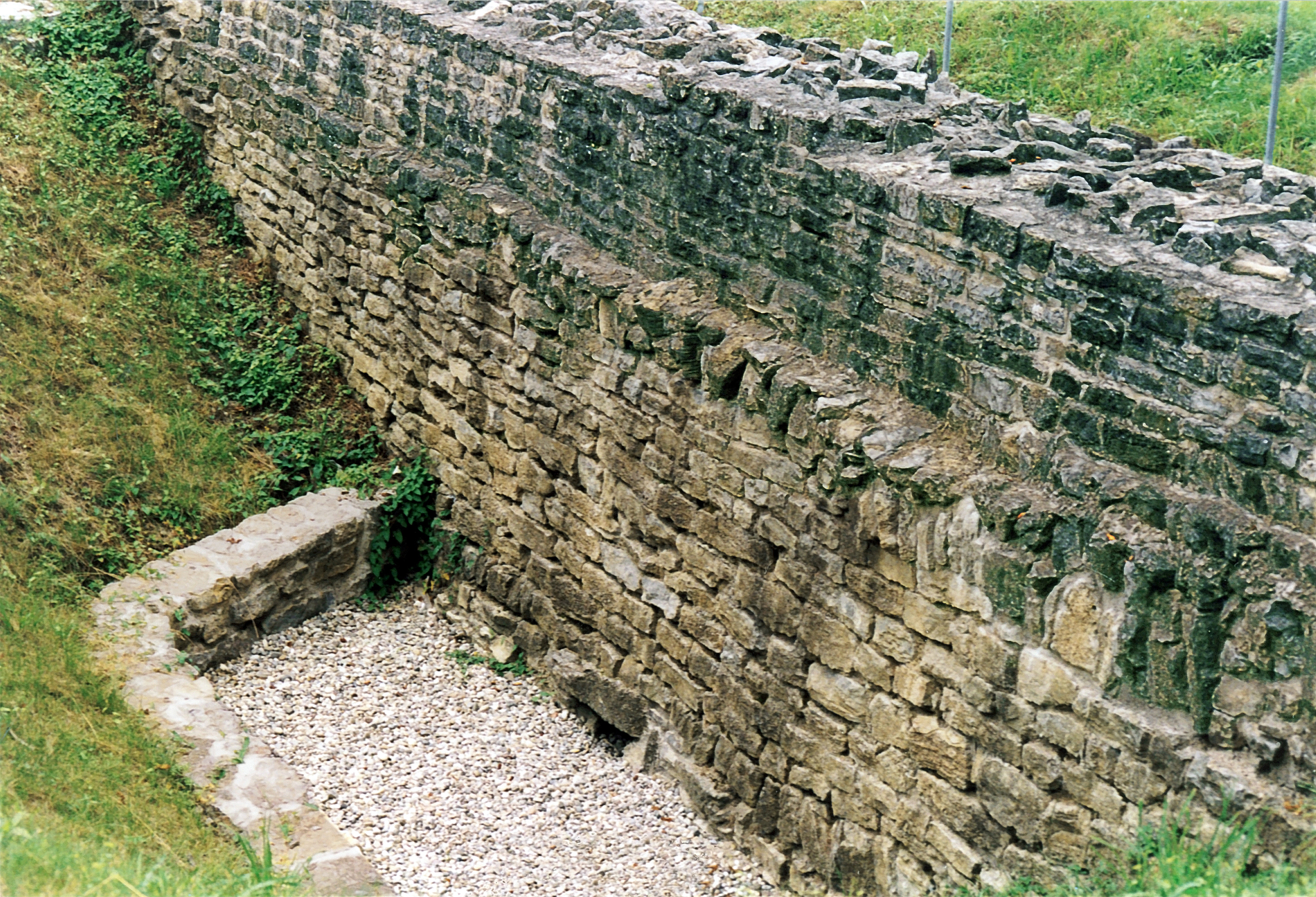
Die den Graben durchschneidende Wehrmauer des Anbaus. Hier wurde 1992 der Schatzfund geborgen.
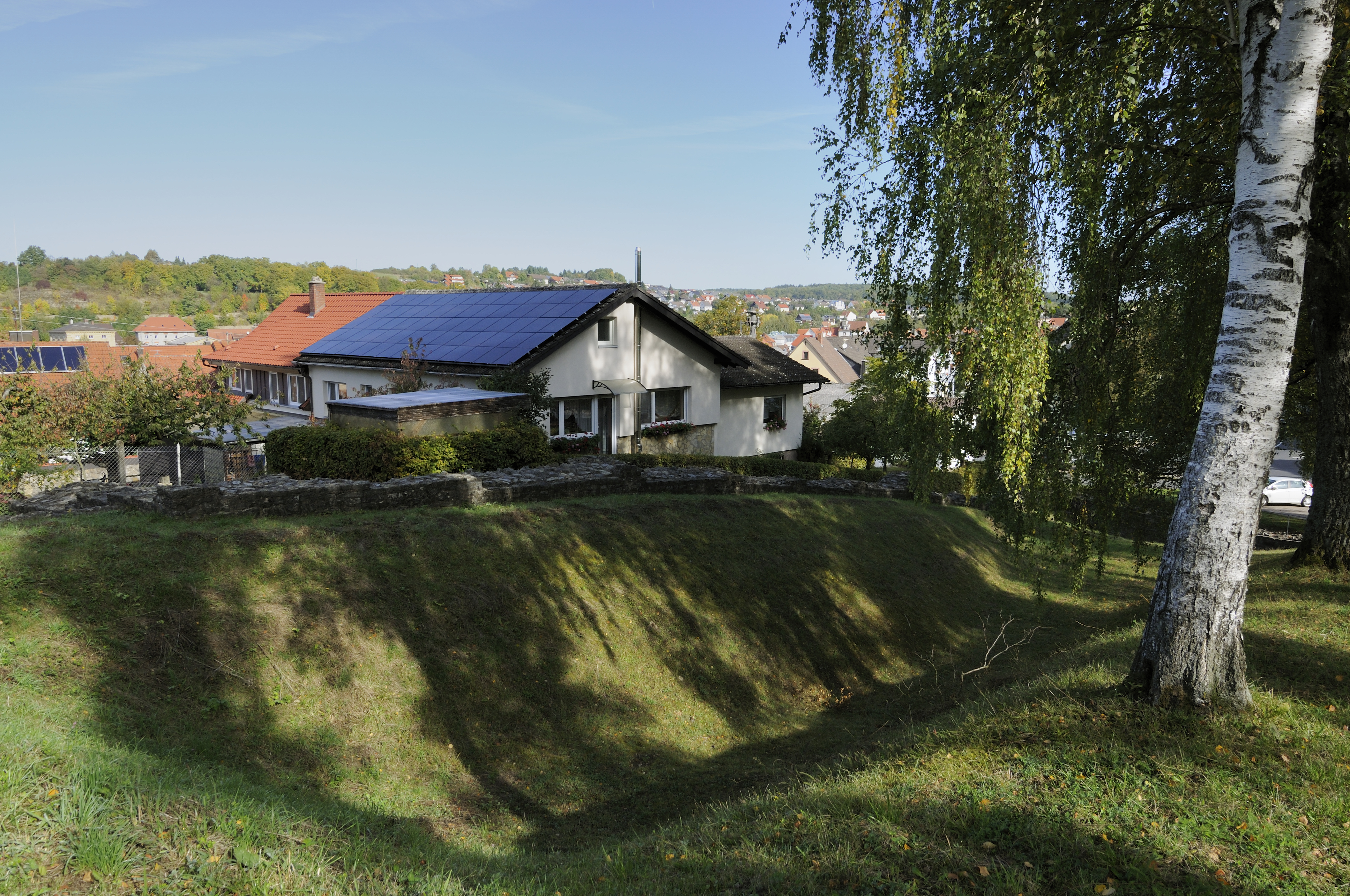
Der 1991 untersuchte Grabenabschnitt. Die Befunde zeigten deutliche Kampfspuren aus der Zeit des Untergangs.

In einigen Lagerdörfern konnte jedoch noch über diese schwierige Zeit hinaus bis in die Spätantike die Anwesenheit einer kleinen Siedlungsgemeinschaft mit Bezug zur römischen Welt nachgewiesen werden, so im Vicus des rätischen Kastells Buch. Schumacher berichtet in dem 1897 erschienenen Band des Obergermanisch-raetische Limes des Roemerreiches, dass von den damals aus Osterburken bekannten 200 römischen Münzen die meisten vom Kastellareal stammten. Eine dieser Münzen war der Regierungszeit des Kaisers Claudius Gothicus (268–270) und zwei weitere der Zeit des Kaisers Constantius II. (337–360) zuzuordnen. Zu den nachlimeszeitlichen Siedlungsspuren am Kastell gehören neben den Münzen auch Fibeln. Sollte es zu Siedlungsabbrüchen in der zweiten Hälfte des 3. oder im 4. Jahrhundert gekommen sein, so beweist doch der 1897 aus dem Wallgraben des Kastells geborgene Hort von Osterburken, dass entweder im späteren 4. oder frühen 5. Jahrhundert – nach der alamannischen Aufsiedlung des Raumes – wieder Menschen an der Kirnau lebten und arbeiteten. Der in der Fachliteratur teilweise bis in die jüngere Zeit als römerzeitlich verortete Hort aus 53 eisernen Gegenständen enthielt unter anderem zwei Langschwerter (Spatha), die sich deutlich von den römischen Formen unterschieden, sechs teilweise reparierte Sensen, Bohrer und eine Säge, Hauen und Äxte sowie Viehglocken und eine Pflugschar. Daneben fanden sich Kessel, Feuerketten und diverse andere Küchengeräte, typische Gegenstände der damaligen germanisch-bäuerlichen Gesellschaft während der Völkerwanderungszeit.

## Chronologie des römischen Osterburken
Für alle genannten Daten werden im Artikel die Quellen genannt und in diesem Abschnitt nicht mehr wiederholt.
| Bauphase  | Datierung                                   | Ereignis |
| --------- | ------------------------------------------- | --- |
| Phase I   | 160/165 n. Chr.                             | Errichtung des Benefiziarier-Weihebezirks (nach dem Winter 159/160) und des Kohortenbades (nach dem Spätjahr 164). Kurz vor der Einrichtung des Weihebezirks, unter dem ein Dekurionen-Weihestein lag, muss der Bau des Kohortenkastells für die 3. Aquitanierkohorte erfolgt sein. Parallel entstand der Vordere Limes. Ein Inschriftenbruckstück aus dem südlich gelegenen Kastell Jagsthausen belegt die Einrichtung der Militäranlagen für die späte Regierungszeit des Kaisers Antoninus Pius (138–161). |
| Phase II  | 185 bis 192 n. Chr.                         | Bau des Annexkastells. Als Truppe werden die Elzbrittonen aus Neckarburken angenommen. |
| Phase III | 233 n. Chr.                                 | Erster Alamannensturm: Ein Münzhort wird im aufgegebenen Kastellgraben zwischen Kohorten- und Annexkastell vergraben. |
| Phase IVa | 238/244–249 n. Chr.                         | Letzte datierbare Nutzung des Benefiziarier-Heiligtums (238); letzte datierbare Inschrift der 3. Aquitanierkohorte (244–249). |
| Phase IVb | zwischen spätestens 249 und 259/260 n. Chr. | Zerstörung durch Feuer, gewaltsamer Untergang des Kastells. |

## Archäobotanische Untersuchungen
1982 wurden bei Tiefbohrungen zur Pfahlgründung einer Brücke über die Kirnau die Reste eines römischen Weihebezirks der Benefiziarier in unmittelbarer Flussnähe entdeckt, der während der römischen Präsenz in kontinuierlicher Nutzung war. Das bereits in der Antike mehrfach von Hochwasser betroffene Heiligtum lag unter 3,50 Meter mächtigen Schwemmsedimenten des Flusses. Durch die Konservierung in dem bis heute feuchten Bodenmilieu blieben etliche Pflanzenreste erhalten, die durch das Botanische Institut der Universität Hohenheim archäobotanisch untersucht werden konnten.

### Uferpflanzen
Von Beginn der Grabungen an, sind laufend Bodenproben genommen worden. Insgesamt standen am Ende der Untersuchungen – 1986 – 40 Proben zur Verfügung, die stratigraphisch und botanisch überprüft wurden. Vor Ankunft der Römer bestand der Talboden aus gewachsenem Torf und tonigen Einschwemmschichten. Im Torf hatten sich relativ stark zersetzte Reste verschiedener Seggenarten, Schilfrohr und anderen für Hochstaudenriede typische Pflanzenreste erhalten. Aufgrund des Zersetzungsgrades konnte geschlussfolgert werden, dass die Flussauenriede immer wieder über Teile des Jahres trocken lagen. Diese Trockenphasen wurden durch tonige Einschwemmschichten unterbrochen, die Hochwasserstände der Kirnau anzeigten.
Über dem Ried errichteten die Römer erste Bauten. Zuvor hatten sie wahrscheinlich die Vegetation gemäht, um anschließend eine Planierschicht Erde aufzubringen, auf der dann die Gründung des Weihebezirks erfolgte. Die aus den römerzeitlichen Schichten geborgenen Pflanzenreste konnten 158 Arten zugeordnet werden. Von den 11.163 Pflanzenresten in den Proben wurden 10.571 als Wildpflanzen bestimmt. Von diesen wiederum waren die Unkräuter und Ruderalpflanzen am häufigsten vertreten. Erhebliche Reste hatten auch die im Hochflutbereich existierenden Uferpflanzen und Hochstaudenriede hinterlassen. Sie benötigten feuchte nährstoffreiche Böden. Sie standen jedoch nur bei Überschwemmungen im Wasser. In trockenen Perioden war das Ried begehbar. Erwähnenswert sind auch die vorgefundenen Wasserpflanzen, die nasse Wiesen sowie feuchten bis mäßig trockenen und niedrigen Magerwiesen bevorzugen.

### Baumbestand
Der Wald kann sich in römischer Zeit nicht weit vom Ufer entfernt befunden haben. Insgesamt waren 16 waldbewohnende Pflanzen vertreten. Die von Menschenhand nicht bearbeiteten Zweig- und Aststücke ließen sich unter anderem als Eiche (53,3 %), Hasel (20 %), Buche (13,1 %), Ahorn (5,0 %), Erle (2,7 %), Birke (2,3 %), Tanne (1,3 %) Weide (0,9 %) und Schwarzem Holunder (0,9 %) taxieren. Bei den bearbeiteten Hölzern fiel die Eiche noch wesentlich stärker ins Gewicht. Auch bei den durch Abschläge ermittelten Hölzern wurde überwiegend Eiche und in geringerem Maße auch Ahorn und Buche ermittelt. Von den drei ermittelten Tannenholzstücken gehörte nur der Rest eines acht- bis zehnjährigen Stammes unmittelbar zu einem jungen Baum, die anderen waren lediglich Zweigstücke. Die Anwesenheit eines für die damalige Region untypischen Tannenbaums im antiken Weihebezirk kann nur mit der Anwesenheit der Römer erklärt werden, die den Baum entweder von weit her gebracht oder vor Ort gepflanzt hatten.

### Nutzpflanzen
Im römerzeitlichen Niveau ließen sich auch viele Spuren der im Umfeld des Lagerdorfes angebauten Nutzpflanzen nachweisen. Insgesamt fanden sich 592 Reste, die 20 Arten und Gattungen zugeordnet werden konnten. Als bedeutendste Vertreter der Nutzpflanzen wurden Samenschalenstücke von Getreide festgestellt, wobei der Dinkel eine besonders wichtige Rolle spielte. Auch von anderen römischen Siedlungsplätzen ist bekannt, dass der Dinkel eine wichtige Rolle bei der Ernährung der damaligen römischen Bevölkerung spielte. Bis heute ist das badische Bauland, zu dem Osterburken zählt, eines der wichtigsten Dinkelanbaugebiete Deutschlands. Möglicherweise fußt diese Tradition auf römischen Wurzeln. Außer dem Dinkel ließ sich in geringerem Maße die Gerste nachweisen. Daneben fanden sich Küchenkräuter wie Koriander, Dill und Sellerie sowie reichliche Spuren von Sammelfrüchten wie Brombeere, Walderdbeere und Himbeere. Als typisch römische Importe waren lediglich Feige und Olive zu erkennen.

## Weitere wichtige Militaria

Der Osterburkener Helm im Umfeld von anderen Metallfunden (Waffen und Werkzeuge), die bei den Grabungen 1892 ans Licht kamen.

Aus dem Kastellareal stammt ein römischer Eisenhelm mit einem aufwärts gerichteten Stirn- und einem weit gesenkten Nackenschild. Die offensichtlich im Helminneren befestigten Wangenklappen fehlten bei der Auffindung. Der heute verlorene, wohlerhaltene Helm kam in das „Museum von Mannheim“ und blieb bis heute ein Unikat. Die Aussparungen für die Ohren sind bei dem Modell sehr groß, die abgerundeten Ohrschützer direkt aus dem Material der Kalotte herausgearbeitet. Der große Stirnschutz ist mit zwei Nieten seitlich an der Helmkalotte befestigt, die sich unmittelbar über deren Stirnrand befinden. Vom Typ her ist dieser Helm eine typische Weiterentwicklung des Weisenau-Modells. Der im Gegensatz zu anderen Vertretern dieses Typs steil aufwärtsgerichtete Stirnschutz ließ sich nach Meinung des Waffenexperten H. Russell Robinson auch auf Grabstelen von Reitersoldaten nachweisen. Die von ihm vorgestellten Darstellungen stammten allerdings aus dem 1. Jahrhundert n. Chr. Robinson klassifizierte das Stück, das er zeitlich in die Mitte des 3. Jahrhunderts n. Chr. datierte, in der von ihm herausgegebenen Helmtypologie als Auxiliar-Infanteriehelm A (= Auxiliar-Infanterie I).

## Fundverbleib
Römische Funde aus Osterburken befinden sich heute im Römermuseum vor Ort, im Limesmuseum Aalen, im Schwäbisch-Hällischen Museum in Schwäbisch Hall, in Mannheim (Reiss-Engelhorn-Museen) sowie im Badischen Landesmuseum in Karlsruhe.

## Denkmalschutz
Das Kastell Osterburken und die erwähnten Bodendenkmale sind als Abschnitt des Obergermanisch-Rätischen Limes seit 2005 Teil des UNESCO-Welterbes. Außerdem sind die Anlagen Kulturdenkmale nach dem Denkmalschutzgesetz des Landes Baden-Württemberg (DSchG). Nachforschungen und gezieltes Sammeln von Funden sind genehmigungspflichtig, Zufallsfunde an die Denkmalbehörden zu melden.